# Turistické značení v Česku a na Slovensku

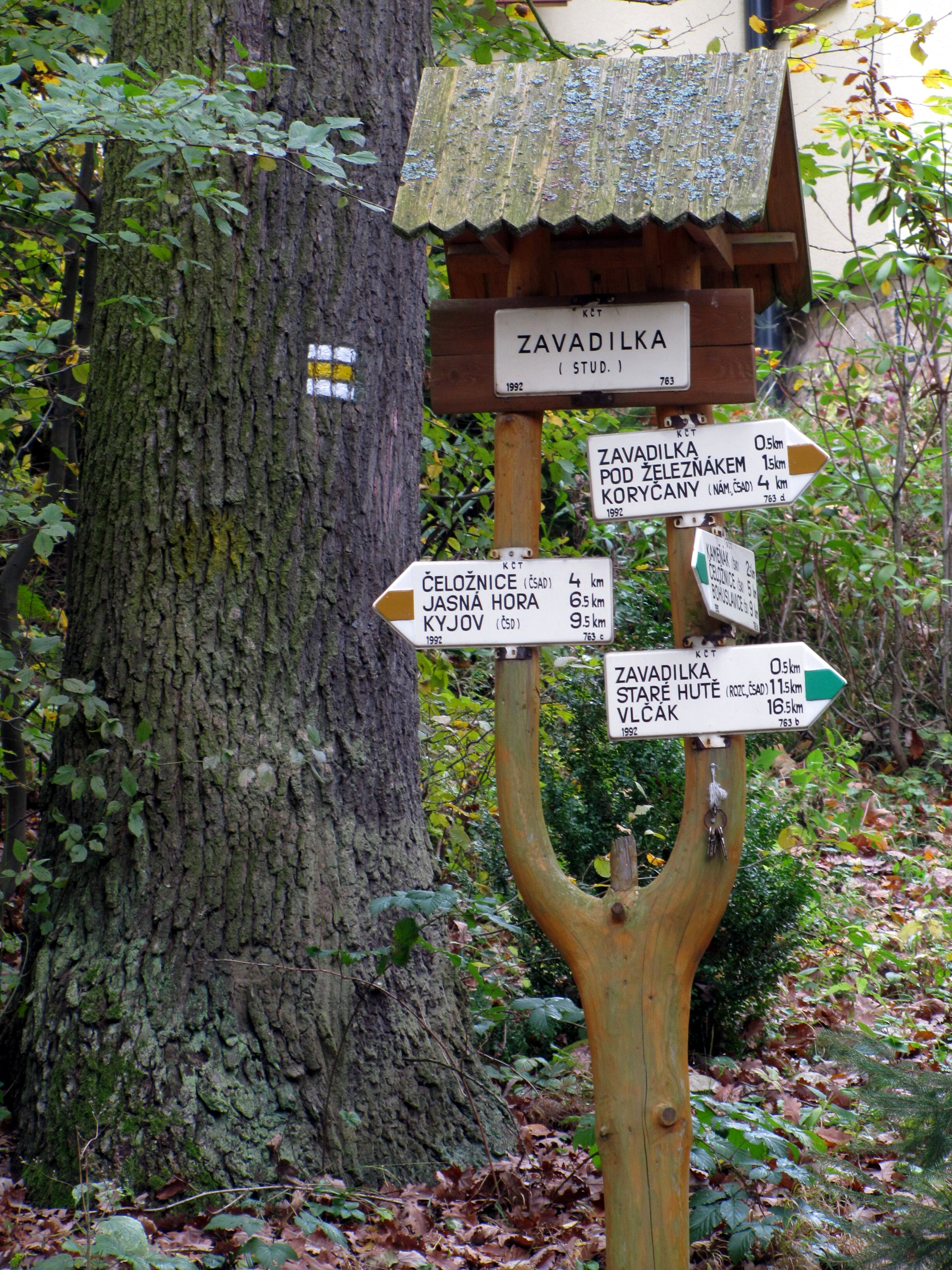
Rozcestník značek v Chřibech

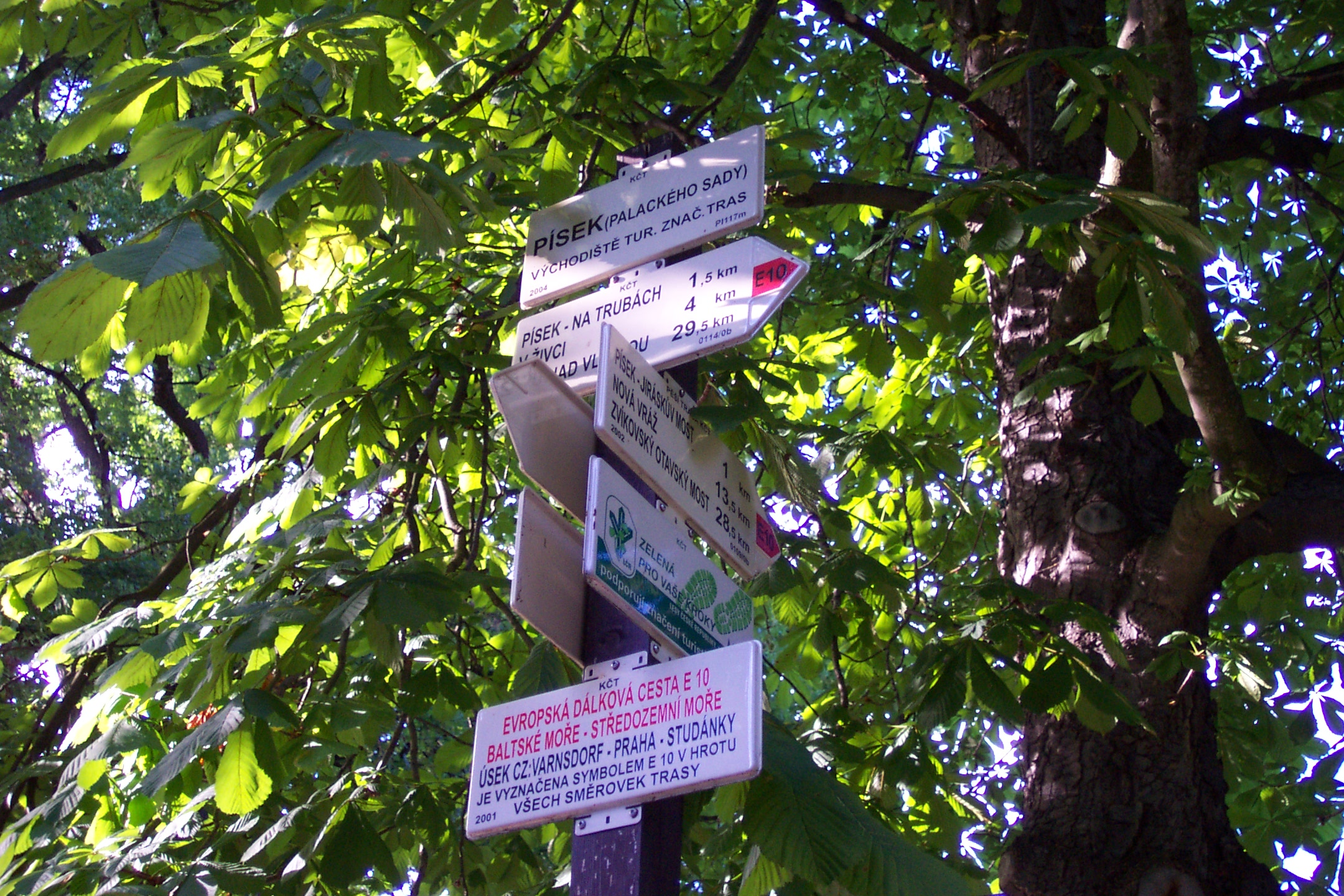
Označení Evropské dálkové cesty E10 v Písku.

Území Česka a Slovenska patří mezi země s nejdokonalejší a nejhustší sítí turistického značení pro pěší turistiku. První slovenská trasa byla vyznačena roku 1874 Sitnianským klubem, první české trasy byly vyznačeny Pohorskou jednotou Radhošť kolem roku 1884 a Klubem českých turistů roku 1889. Kromě pěších tras jsou v poslední době značeny též trasy pro cyklisty, běžkaře a jezdce na koních. Značení provádějí již od počátků bezplatně dobrovolníci vyškolení a organizovaní v klubech turistů – značkaři.

## Historie značení na území Československa

### Rakousko-Uhersko
V Rakousku a Švýcarsku (v Alpách a Durynském lese) vznikala síť cest značených pásovým značením již v 19. století; začátkem 19. století kratší trasy značené tvarovým značením a v polovině 19. století ucelená síť značená pásovým značením.
Až do konce bachovského absolutismu (1859) bylo spolčování zakázáno, legální turistické spolky začaly vznikat až poté.
Na Slovensku první cesty značily Sitnianský klub (Szitnya club, založený cca 1860 v Banské Štiavnici) a Uherský karpatský spolek (Magyarországi Kárpátegyesület – MKE, založený 1873), k němuž se Sitnianský klub roku 1882 připojil. První písemně doloženou turistickou stezku na území tehdejšího Uherska vyznačil Sitnianský klub roku 1874 v okolí Hodruši ve Štiavnických vrších, a to k Počúvadelskému jezeru, na Sitno a do Sklených Teplíc. Uherský karpatský spolek a jeho početné sekce a další turistické spolky, např. Modranský turistický spolek, podporovaly rozvoj turistiky, budovaly a značkovaly turistické stezky, stavěly rozhledny, vydávaly turistické mapy a turistické průvodce. Například v okolí Modry byla v roce 1892 vyznačena cesta z Harmónie na Modranskou Babu i do dalších míst. Cesta na Devínsku Kobylu byla značena od roku 1902.
První síť turistických značených tras v českých zemích vyznačila po svém založení v roce 1884 Pohorská jednota Radhošť v Beskydech v okolí Radhoště. Cesty byly značeny tvarovými značkami.

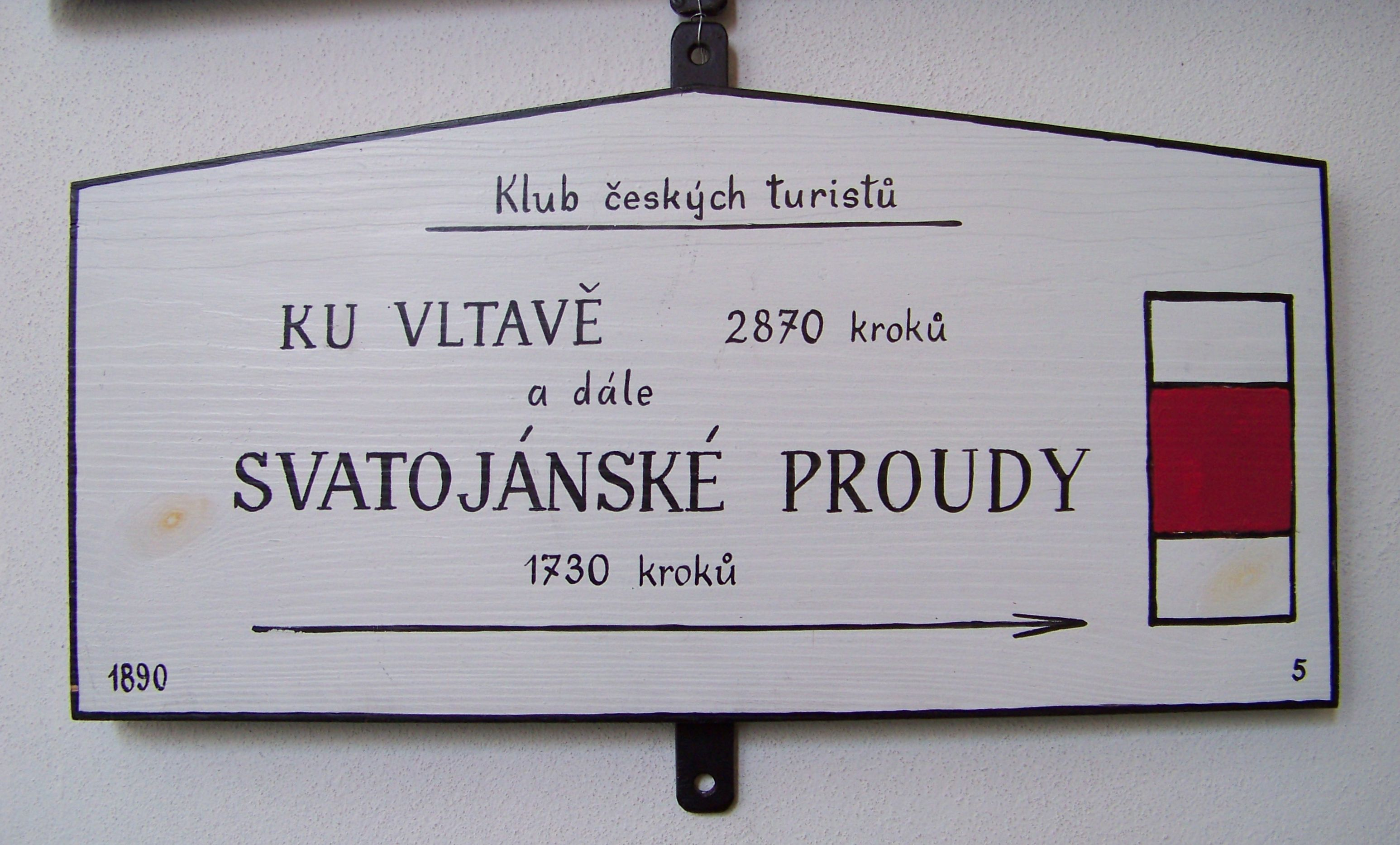
Směrovka z nejstarší značené trasy KČT

Jako první česká značená trasa s pásovým značením byla červená ze Štěchovic ke Svatojánským proudům, kterou vyznačilo 11. května 1889 hned následující rok po založení Klubu českých turistů (1888) označovací družstvo pod vedením arch. Pasovského na území dnes zaplaveném štěchovickou přehradní nádrží. V tomtéž roce byla vyznačena druhá červená značka, z Berouna přes Svatý Jan pod Skalou na Karlštejn, která existuje doposud a je částí dnešní trasy trasy č. 0001, a značky z Řevnic na Babku a Skalku (dnes značené modře a zeleně) a z Holoubkova na Rač (dnes nazývaný Radeč). V prvním roce tak dosáhla síť délky 55,5 km. V roce 1912 byla dokončena první dálková trasa přes Brdy na Šumavu.
Původní pásové značky byly větší než dnes. Střední červený pruh měl šířku 10 cm a lemovaly jej bílé pruhy o šířce po 4 cm. Později začaly být některé trasy značeny i modře a v roce 1916 se začalo značit i zeleně a žlutě. Šířka barevného pruhu byla pak zmenšena na šířku bílých pruhů. Označovací družstva byla tří až šestičlenná, nepočítaje v to nájemné nosiče stravy a materiálu.
V oblasti Sudet značily cesty také četné německé vlastivědné spolky, např. Gebirgsverein, většinou tvarovým značením podle německého vzoru. V této činnosti pokračovaly za První republiky i na území nově vzniklého Československa.
V letech 1902 až 1904 se společným úsilím řady německých horských a turistických spolků v severních Čechách podařilo vytyčit hřebenovou turistickou trasu hlavně Lužickými horami, která začínala na Ještědu, dál pak pokračovala přes Hvozd, Luž, Jedlovou, Studenec a končila na Růžovském vrchu. Délka byla 60 km a vyznačena byla zvláštní značkou, čtyřzubým modrým hřebenem na bílém poli.

### Československo

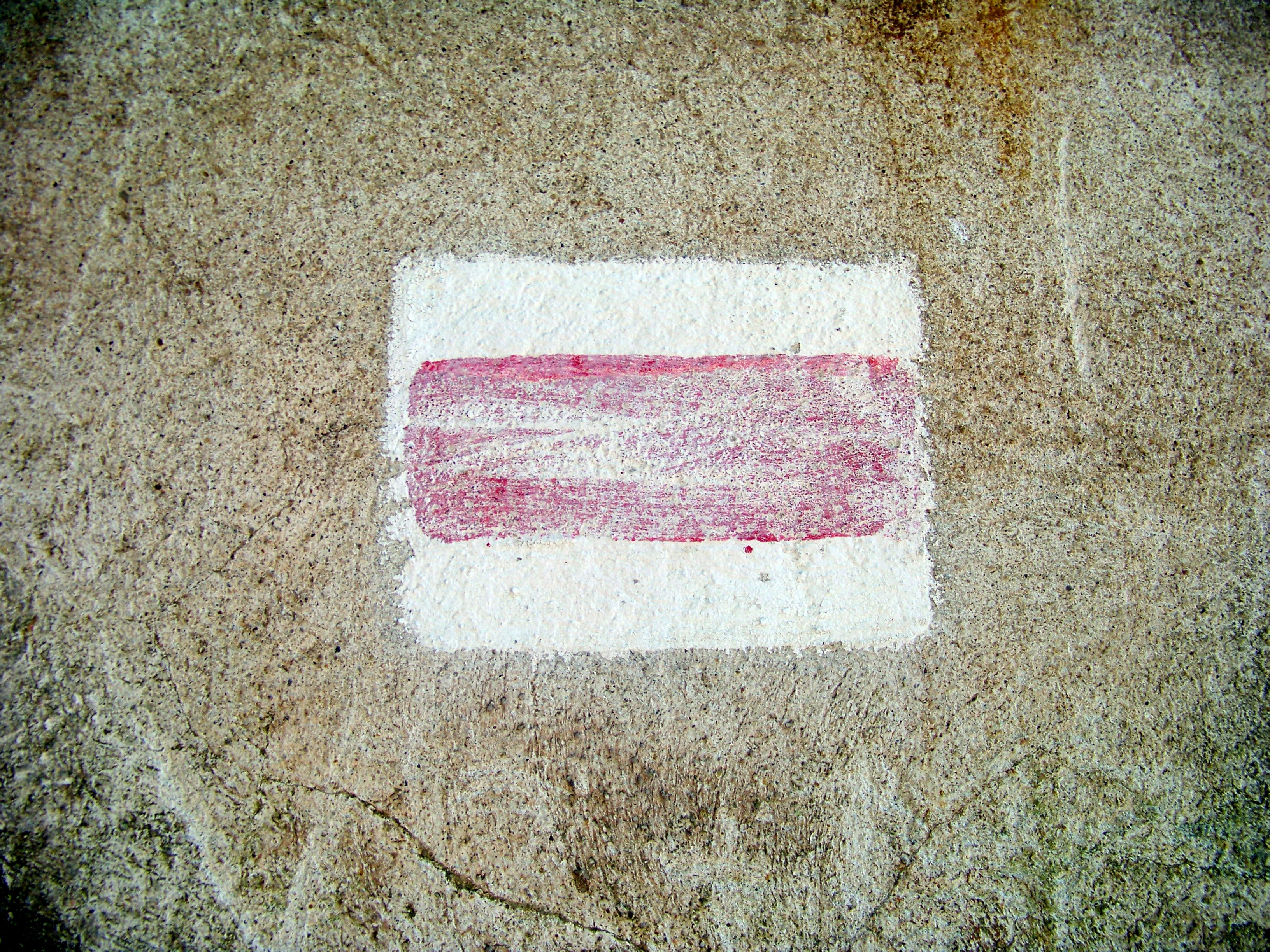
Starší provedení značky na trase 0001 na zdi bývalého kláštera ve Svatém Janu pod Skalou

Po vzniku Československa byl Uherský karpatský spolek v roce 1918 na dva roky zakázán, jeho majetek byl zabaven a bylo zakázáno používat německé a maďarské zeměpisné názvy. Slováci založili v lednu 1919 Tatranský spolok turistický, (TST), který zakládal pobočné skupiny v různých částech Slovenska. Maďarskojazyčné a německojazyčné turistické tabulky v Tatrách nahradil slovenskými.
Klub českých turistů, založený roku 1888, rozšířil svou činnost už v posledním desetiletí 19. století i na Slovensko a v krátké době se zdvojnásobil počet jeho členů z 5 tisíc na 10 tisíc. Ústřední výbor KČT s cílem sjednotit turistické organizace v republice navrhl 13. listopadu 1918 nový název Klub česko-slovenských turistů, valné shromáždění návrh přijalo 25. května 1919, avšak navržená zkratka KČST vyvolala ve vedení spory a ÚV KČT se 3. října 1919 rozhodl používat nadále zkratku KČT s čechoslovakistickým argumentem, že národnost československou dlužno považovati za jednotnou. Za pár měsíců však toto rozhodnutí přestalo platit.
Protože TST neměl dostatek pracovníků, po naléhání z ústředí KČT se roku TST bez výhrad sloučil 8. května 1920 s KČT, který se přejmenoval na Klub československých turistů (KČST), přičemž odbor KČST v Liptovském Svatém Mikuláši se souhlasem vedení KČST používal i nadále jméno a značku TST. Do své správy převzal od tatranských spolků i značení ve Vysokých Tatrách. K vybudování odborů KČST na Slovensku přispěla členská základna, organizační zkušenosti, státní dotace i ediční činnost dosavadního KČT. Vztahy odborů KČST a pražského ústředí však nebyly dobré, ústředí vyžadovalo silnou centralizaci, Slováci v něm neměli dostatečné zastoupení a ústředí často rozhodovalo bez účasti příslušných funkcionářů, což se projevovalo i na rozdělování financí. V lednu 1927 bylo na poradě moravsko-slezských a slovenských žup KČST dohodnuto, že ve Slovenské komisi KČST budou po jednom členovi zastoupené všechny slovenské župy, od roku 1934 pak byli v této komisi zastoupeni i Tatranská komise, zemský úřad, zemský výbor a zemské zastupitelstvo.
Spišští Němci si v roce 1920 vymohli schválení národnostní turistické organizace Karpatského spolku (Karpathenverein, KV) se sídlem v Kežmarku. Nový spolek převzal část funkcionářů předválečného UKS a nechal se prohlásit za jeho nástupce. Tím vznikly zdlouhavé kompetenční spory s KČST, například o vůdcovskou a záchranářskou službu v Tatrách a o vlastnictví a výstavbu turistických zařízení. KČST převzal od bývalého UKS vůdcovskou a záchranářskou službu v Tatrách.
Značení na Slovensku bylo kolem roku 1920 náhodné a nesystematické. Klub Československých turistů na přelomu let 1920 a 1921 převzal budování a značení turistických stezek v Tatrách (kromě Belianských Tater, které na základě dohody ze 17. 4. 1921 spravoval Karpathenverein), na ostatním území Slovenska a v Podkarpatské Rusi. Dosavadní nejednotné značení barevnými pásy (UKS a TST) nebo dvojpásy (UKS v okolí Sitna) nahradilo značení pásovou značkou. Postupně začala být uplatňována jednotná metodika značení, vypracovaná generálním značkařem KČST B. Leedererem, navazující na pokyny z let 1889–1891. Schvalovací řízení a turistické názvosloví včetně nápisů na orientačních tabulkách upravovalo nařízení ministerstva. Karpatský spolek v okolí Belianských kúpeľov vyvěšoval trojjazyčné dřevěné směrovky (slovensky, německy a maďarsky). Na obnově značení ve Vysokých Tatrách v roce 1921 se pod metodickým vedením KČT významně podílela armáda. V roce 1923 začaly být na Slovensku plánovány a značeny dálkové turistické trasy, například Štefánikova stezka z Radhošti do Brezové pod Bradlom a cesta Ludevíta Štúra z Trenčína přes Vršatecké Podhradie do Žiliny. Značení na hřebeni Nízkých Tater bylo v roce 1924 bylo odloženo, protože na trase nebyl dostatek útulen a přístřešků. Kolem roku 1924 se Slovenská komise KČST snažila přimět župy a odbory, aby plánovaly značkařské práce.
Ačkoliv KČST zavedl v roce 1921 jednotnou pásovou značku, ještě nebyly ustálené základní barvy. Kromě červené, zelené, modré a žluté barvy se používala například černá (Hrabušice – Zajf), hnědá (Štubnianske Teplice – Žarnovická dolina), růžová (Spálená dolina – Roháčske plesá) či fialová (Glac). Směrovky se používaly dřevěné i litinové.
Pásové značení KČST v tomto období proniklo i do Sudet, kde dosud převládalo německé tvarové značení. Až do roku 1938 následoval rychlý rozvoj, propojování a metodické sjednocení sítě značených tras.
Značkaři se za první republiky hojně setkávali s ničením značek a směrovek. Generální značkař Maštalír si v roce 1935 stěžoval, že z 849 orientačních tabulek vandalové ročně zničí 259 a z 8702 km značených tras je ročně zničeno značení v délce 1950 km. Na značení přispívalo ústředí KČST, země i okresy a na Slovensku byla využívána armáda jako levná pracovní síla, část peněz pocházela i ze sbírek a přesto peníze na obnovu a údržbu značených tras a směrovek nepostačovaly.
Kromě KČST a německých turistických klubů se značením se zabývaly i různé další spolky, například turistický spolek Čeřínek v Jihlavě, ve spolupráci s KČST v Praze a v Plzni také Klub dělnických turistů, tvarové značky ve vnitrozemí zřizovala Československá obec turistická atd.
Po rozbití Československa od roku 1939 působil KČST opět jako KČT.
Na Slovensku vznikl Klub slovenských turistů a lyžařů (KSTL), který v činnosti v mezích možností pokračoval. Generální značkař KSTL prof O. Nuska v roce 1940 navrhl odborům vypracovat si tříletý cyklus obnovy značení, aby každý rok byla obnovena třetina tras, a KSTL v tomto období též založil ústřední katastr orientačních tabulek. V říjnu 1940 bylo na Slovensku evidovaných 10 843 km značených tras, umístěno 2080 orientačních tabulek a 94 velkých orientačních tabulí. Značení se nadále věnoval též Karpathenverein se sídlem v Kežmarku, německé názvy se používaly pro některé horské chaty v Tatrách a na orientačních tabulkách v Bielovodské, Studenovodské a Velické dolině byly podle dohody s KSTL německé texty. Až do roku 1944 byly kromě obnovy značení značeny i nové trasy, za Slovenského národního povstání však v bojových oblastech nebylo možné značkovat, zanikly mnohé chaty, ubytovny a přístřešky, byly poškozené informační tabulky a v bojích padla řada funkcionářů a členů KSTL, mnohé stezky byly zaminovány.
Období druhé světové války a období let 1950–1954 však znamenalo pro systém značení krizi – nebyla prováděna obnova značení a systém byl silně narušen. Byla sice obnovena činnost spolků, ale komunisté se snažili o centralizaci veškeré moci. Spolky zpočátku úspěšně členily snahám o sjednocení tělovýchovných a sportovních organizací. K 1. srpnu 1945 Povereníctvo vnútra pověřilo KSTL likvidací majetku rozpuštěného Karpathevereinu. 15. června 1947 byl v Luhačovicích vyhlášen Klub československých turistů, zastřešující KČT a KSTL, slavnostní inaugurace nového spolku se však již neuskutečnila. Ústřední akční výbor národní fronty 27. února 1948 zrušil plánované obnovení KČST a rozhodl, že v Československu bude jednotná tělovýchovná organizace Sokol (JTO Sokol). Turistické oddíly vzniklé pod jeho hlavičkou v mezích možností pokračovaly i v péči o turistické značení. Zákon č. 187/1949 Sb., o státní péči o tělesnou výchovu a sport, zajistil této organizaci monopol na organizovanou sportovní činnost. Profesionální pracovníci však měli turistiku na okraji zájmu a dobrovolní funkcionáři ztratili o spolupráci zájem, znechuceni znárodněním své materiálně-technické základny. Po zániku KSTL přestalo být značení na Slovensku centrálně řízené a evidované a vedoucí činitelé ČOS nevěnovali značení téměř žádnou pozornost. V letech 1950–1953 byla značkařská pravidla rozvolněná, někteří značkaři pokračovali v rámci JTO Sokol ve značení podle vlastního uvážení.
Po vzniku Slovenského výboru pre telesnú výchovu a šport (SlV TVŠ) v roce 1954 převzala organizaci značení turistických tras na Slovensku Slovenská značkařská komise turistické sekce SIV TVŠ. V krajích působily komise značení TS krajských výborů (KVTVŠ). Sporadicky vznikaly značkařské komise i při okresních výborech pro tělesnou výchovu a sport, teprve během několika let byla vybudována kompletní síť okresních značkařských komisí v turisticky zajímavých oblastech. Proběhla inventura značených cest se zakreslením do základních map, přeznačení podle nových značkařských pravidel, byla zavedena ústřední evidence značkařů, obnovena evidence značených tras a značené trasy na Slovensku byly očíslovány. Ústředním orgánem turistického značení v Československu byla komise značení turistické sekce Státního výboru pro tělesnou výchovu a sport. Slovenská komise byla rovnocenným partnerem komise československé, která fakticky fungovala jako česká, a jejich spolupráce byla bezproblémová. V letech 1955 a 1956 byly vydány dvě verze metodické příručky pro značení turistických cest, podle kterých se začalo jednotně značit v celém Československu.
Dne 8. ledna 1954 vydala vláda Usnesení o nové organizaci turistiky a cestovního ruchu v ČSR, věnovaná masovému rozvoji turistiky, jímž bylo zajištěno financování turistického značení. Po roce 1957 převzala na základě dohody Horská služba na Slovensku značení stezek na jí spravovaných územích.
Protože i v jiných oblastech sportu se JTO Sokol ukázala nefunkční, rozhodla v červnu 1956 konference KSČ o vytvoření nové „jednotné dobrovolné tělovýchovné organizace“ (JDTO). Na základě zákona č. 68/1956 Sb., o organizaci tělesné výchovy, byl založen ČSTV. 22. dubna 1958 vydal ÚV ČSTV Směrnici o jednotném značení turistických tras v Československu (zveřejněno v Úředním listu v částce č. 60/1958). Těmito opatřeními byl zajištěn ze státních prostředků na tělovýchovu stálý příjem, z nějž bylo možné platit materiál a dobrovolným značkařům cestovné. Systém se podařilo obnovit. Postupně byla síť značených cest rozšiřována a systém doplněn ještě směrovkami a nástěnnými mapami. Značení prováděl Svaz turistiky Československého svazu tělesné výchovy (ST ČSTV), na Slovensku Slovenský odbor turistiky (SOT ČSZTV) v rámci Slovenské organizace ČSZTV. Předseda celoslovenské komise značení V. Čikor se zasazoval o právní zajištění monopolu SÚV ČSTV na turistické značení na Slovensku. V roce 1957 rozhodl aktiv předsedů ZK OT KV ČSTV v chatě pod Sokolím o uvádění zkratky ČSTV v záhlaví všech směrovek a tabulek.
V roce 1959 Vlastimil Dohnal navrhl červenožlutý kovový stojan pro turistické vývěsné mapy, který se používal v celém Československu. V roce 1969 ji autor nahradil novou, skladnější konstrukcí.
Ve dnech 10.–11. prosince 1960 rozhodl v Praze aktiv předsedů značkařských komisí o přečíslování turistických tras v celém Československu. Nový systém evidenčního číslování měl odstranit dosavadní závislost na územním členění státu. Systém navrhl předseda západoslovenské komise značení Juraj Szomolányi. Pro pěší a lyžařské trasy navrhl čtyřmístné číslo, kde první dvojčíslo udává vedoucí barvu (červená, modrá, zelená, žlutá) a územní příslušnost (např. Severní Morava, Východní Slovensko) a druhé dvojčíslí pořadové číslo trasy. Na Slovensku byl systém uplatněný od roku 1961, v Česku v roce 1966.
Federalizace Československa v roce 1969 měla za následek vznik národních organizací Český svaz turistiky a Slovenský zväz turistiky, v jejichž rámci pracovaly dosavadní značkařské komise s nezměněnými kompetencemi, kromě toho vznikla federální značkařská komise se sídlem v Praze, v níž byli po třech členech zastoupeni čeští a slovenští značkaři. Oba svazy se dohodly na tom, že školení instruktorů značení se budou konat celostátně a že si budou instruktory navzájem uznávat a že zůstanou platit jednotná pravidla značení. V roce 1972 předsednictvo ČSTV rozhodlo, že předseda ČKZ A. Hubička bude odpovědný za značení obou národních svazů, proti čemuž slovenský svaz marně protestoval. 26. května 1978 Federální ministerstvo vnitra vydalo negativní stanovisko ke zřizování společných značených cest a vzájemném využívání objektů mezi ČSTV a PTTK v pohraničních oblastech.
Brzy po roce 1989 byla rozšířena síť turistických tras i do dosud nepřístupných oblastí při rakouské a německé hranici. V roce 1990 se Klub českých turistů osamostatnil (obnovil) pod původním názvem. Na Slovensku byl téhož roku založen Klub slovenských turistů, který se prohlásil za pokračovatele KSTL a KČST a zároveň převzal agendu SOT ČSZTV. Vznikla koordinační rada Federace českých a slovenských turistů a při ní federální komise značení s paritním zastoupením. Opět byla dohodnuta jednotná metodika značení a celostátní školení značkařů I. třídy (instruktorů). V roce 1990 slovenští značkaři usilovali o to, aby finance na turistické značení byly oddělené od financování jiných aktivit, v dubnu 1991 byl odsouhlasen návrh na vytvoření Klubu slovenských značkárov jako samostatné složky KST.

### Samostatná Česká republika

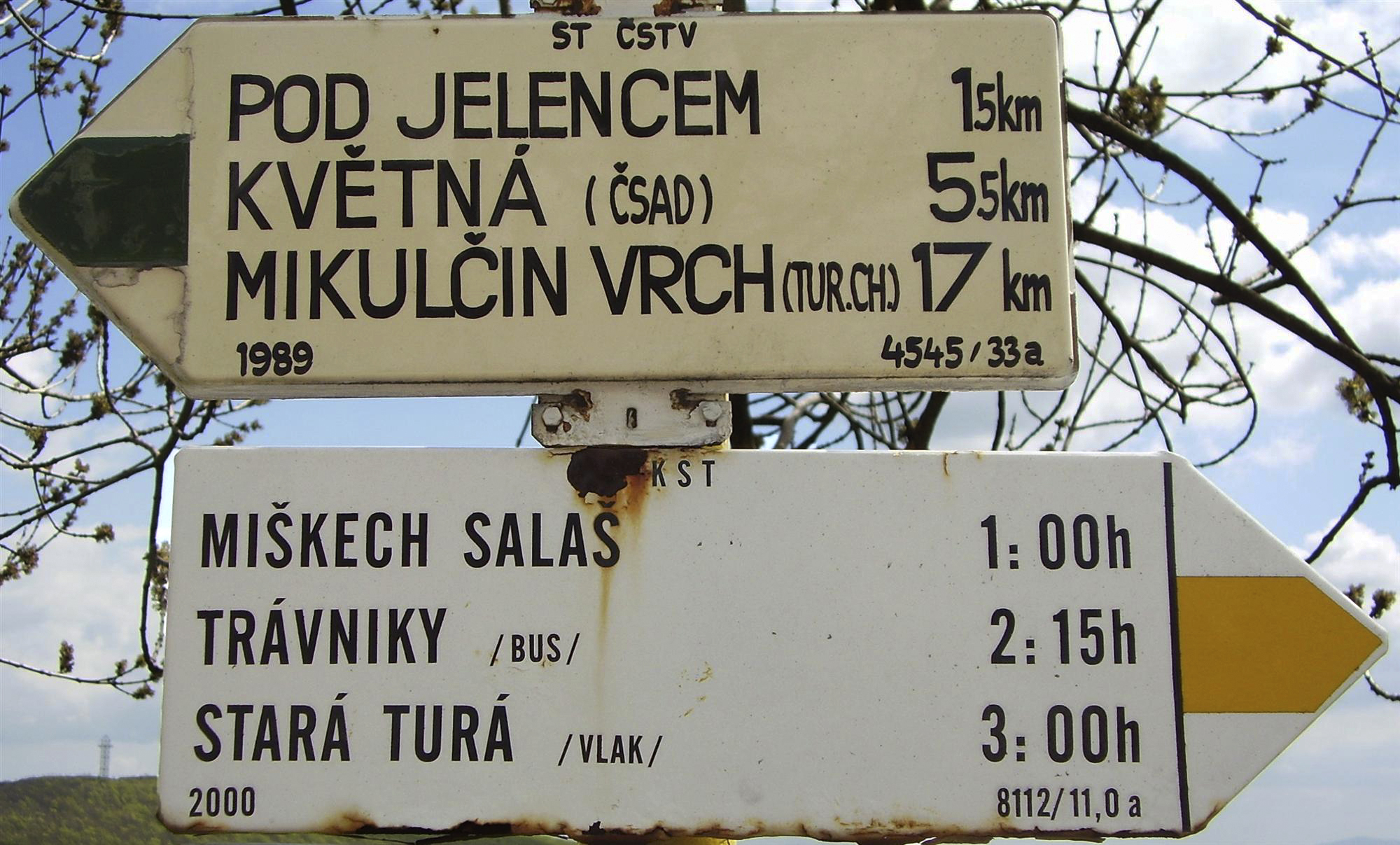
Rozdíl mezi slovenským značením v hodinách a českým v kilometrech

Od roku 1997 je prováděno obdobné značení i pro lyžaře a cyklisty, od roku 2005 též pro jezdce na koních.
Finanční náklady na značení cest jsou od r. 1997 hrazeny z rozpočtu odboru Cestovního ruchu Ministerstva pro místní rozvoj ČR. Tato dotace podle webu KČT Plzeňského kraje pokrývá náklady asi ze 70 %. Přispívají též sponzoři (například Lesy České republiky nebo výrobce sušenek Opavia) i například kraje a obce.
Klub českých turistů má několik smluv s Ministerstvem životního prostředí ČR a se správami některých chráněných území o turistickém značení v chráněných územích. Tyto smlouvy souvisí se zákazem veřejnosti vstupovat v těchto územích mimo značené trasy. Dne 8. září 1993 byla uzavřena dohoda KČT s MŽP o spolupráci při zřizování, značkování, udržování a změnách turistických značených tras v chráněných částech přírody. Z 28. února 2000 pochází smlouva se správou NP a CHKO Šumava, z 12. 5. 2000 se správou NP České Švýcarsko, 7. února 2001 se správou NP Krkonoše a 26. června 2004 s MŽP (smlouva z roku 2004 zahrnuje celé území státu, nejen chráněná území). Ke koordinaci těchto činností pověřilo Ministerstvo životního prostředí organizaci Národní centrum šetrné turistiky.
Nejvyšším orgánem KČT pro tuto činnost je Rada značení ÚV KČT, která metodicky a finančně řídí krajské (regionální) sekce začleněné do krajských organizací KČT. Regionální sekce se dále člení na „oblastní rady značení“ (ORZ).
KČT je členem Evropské asociace turistických klubů. Asociace sídlí v Kasselu v Německu, prezidentem asociace v roce 2005 byl Čech Jan Havelka, který má sekretariát v Praze. 28. dubna až 2. května 2004 asociace v Bechyni uspořádala první Evropskou konferenci o značení turistických cest. V přijaté Bechyňské deklaraci účastníci mimo jiné konstatovali, že budou respektovat národní tradice turistického značení a že není účelné usilovat shora o nadnárodní standardizaci a unifikaci způsobu značení.
Některé naučné stezky zřizují a udržují orgány a organizace ochrany přírody. Cyklistické (cykloturistické) značení v oblasti Krkonoš zřídila správa Krkonošského národního parku (KRNAP).
Českou republikou procházejí evropské dálkové trasy E3, E10, kratšími úseky v pohraničí do ní zasahují trasy E6 a E8. V České republice je k jejich vyznačení využito běžného pásového turistického značení, na jehož směrových tabulkách je navíc uvedeno číslo evropské trasy.
V sobotu 15. června 2003 byl slavnostně připojen první český úsek takzvané Svatojakubské cesty. Pod mezinárodním označením I 24 vede z Prahy-Zbraslavi (klášter) přes Karlštejn, Beroun, Nižbor, Kralovice, Plasy (klášter), Horní Břízu, Krkavec, Stříbro, Kladruby (klášter), Úhlavku, Bělou nad Radbuzou a hraniční přechod Železná v Českém lese k německému Norimberku. Česká část je dlouhá 238 km. Připravuje se i jižní větev trasy, která z Karlštejna pokračuje přes Příbram, Rožmitál, Třemšín, Kasejovice, Nepomuk, Plánice, Klatovy, Koráb, Kdyni a Všeruby. Cílem svatojakubských tras je hrob svatého Jakuba v Santiagu de Compostela ve Španělsku.
ÚV KČT dne 8. června 2018 schválil zřízení Sekce moderních pěších tras při Radě značení KČT. Cílem sekce je zlepšení stávající sítě pěších turistických tras z hlediska bezpečnosti i turistických prožitků. Jedním z hlavních úkolů je vytipovat nebezpečné úseky, kde turistické značené trasy vedou v souběhu s frekventovanou silnicí či cyklotrasou, a najít alternativní vedení této trasy. U vybraných dálkových tras sekce usiluje o získání evropského certifikátu Leading Quality Trails.

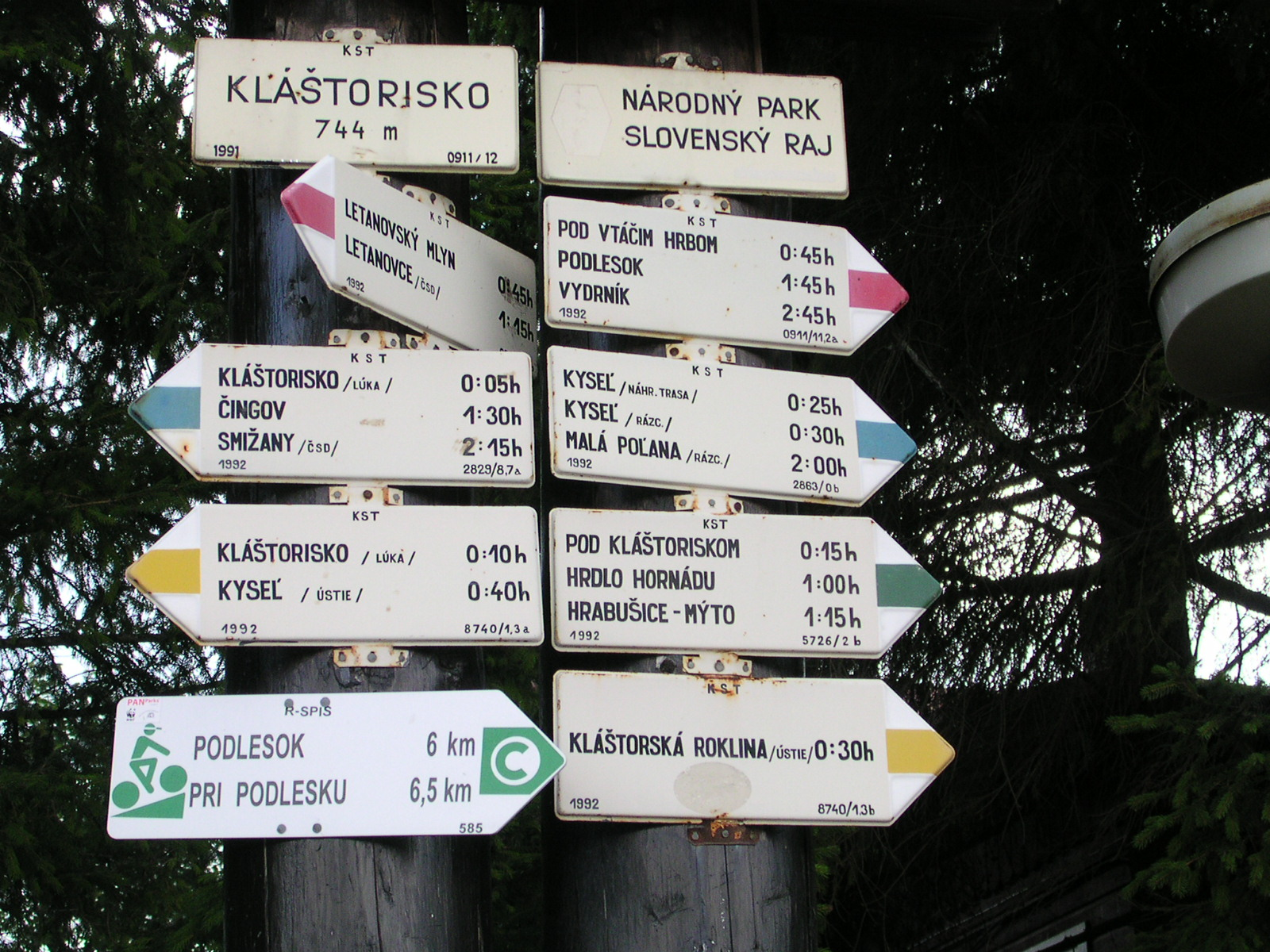
Turistické značení na Slovensku

### Samostatná Slovenská republika
Po zániku Československa byla přeložena evropská dálková trasa E8, protože zahraniční turisté nesměli překračovat česko-slovenskou hranici v libovolném místě. Žádost českého ministerstva vnitra o přerušení tras přecházejících přes státní hranici čeští i slovenští značkaři ignorovali.
V péči o turistické značení pokračoval Klub slovenských značkárov jako složka Klubu slovenských turistů. V roce 1997 byl přejmenován na Ústredny klub značkárov Slovenska. V letech 1998–2000 proběhl mezi KST a ÚKZS kompetenční spor, kvůli kterému KST podalo na ÚKZS v roce 2000 žalobu, v níž jako předběžné opatření žádal zakázat ÚKZS obnovu a údržbu značení ve vlastnictví KST. Po prvním rozhovoru se soudkyní vzalo vedení KST žalobu zpět. Okresní soud tedy jednání zastavil, ale KST se proti zastavení jednání odvolal a krajský soud potvrdil rozhodnutí okresního soudu.
Od 1. 1. 1994 nastala na základě zákona 264/1993 Z. z. zásadní změna ve financování tělovýchovné, sportovní a turistické činnosti. Finanční prostředky poskytoval Státní fond tělesné kultury na základě schválených projektů.
V roce 2006 začali slovenští značkaři se systematickými elektronickými revizemi značených tras, spočívajícími v záznamu průběhu trasy GPS přijímačem společně s elektronickým sběrem dalších informací a databází fotografií rozcestníků a dalších objektů zájmu (POI), například studánek, přístřešků, pomníků, mimořádných výhledů atd.
Území Slovenska procházejí evropské dálkové trasy E 3 (ze Španělska do Rumunska) a E 8 (z Nizozemska do Bulharska) a v roce 1995 byla vytyčena a roku 1996 slavnostně otevřena mezinárodní trasa I 23 z Polska do Rakouska (Czestochowa – Levoča – Mariazell).
Způsob značení je shodný jako v Česku. Liší se pouze tím, že vzdálenosti jsou uváděny v časových údajích (hodiny a minuty) se zaokrouhlením na 5 minut, nikoliv v kilometrech. Tato odlišnost však trvala i po celou dobu Československa.

## Evidence značených cest
Značené turistické trasy jsou vyznačovány v turistických mapách, někdy i v plánech měst nebo v automapách. Edice turistických map KČT od roku 2000 mívají na zadní (textové) straně mapy uvedenu podrobnou kilometráž značených cest seřazenou podle jejich čísel. Novější mapy KČT mají kilometráž uvedenou přímo v mapové části.
Každá pěší turistická trasa KČT má přiděleno čtyřmístné číslo – číslicí 0 začínají červené značky, číslicí 1 nebo 2 modré, číslicemi 3, 4 nebo 5 zelené, číslicemi 6 nebo 7 žluté, číslicemi 8 a 9 zvláštní druhy značení. Do nedávné doby se toto číslo značené cesty uvádělo na směrovkách a místních tabulkách, za lomítkem byla uváděna vzdálenost od počátku trasy. KČT vede i registr značených cest spravovaných jinými subjekty. O nynějším systému číslování tras rozhodl ve dnech 10.–11. prosince 1960 v Praze aktiv předsedů značkařských komisí. Systém navrhl předseda západoslovenské komise značení Juraj Szomolányi. Pro pěší a lyžařské trasy navrhl čtyřmístné číslo, kde první dvojčíslo udává vedoucí barvu (červená, modrá, zelená, žlutá) a územní příslušnost (např. Severní Morava, Východní Slovensko) a druhé dvojčíslí pořadové číslo trasy. Na Slovensku byl systém uplatněný od roku 1961, v Česku v roce 1966.
Číslování pěších a lyžařských pásových značených tras 
| Mateřská krajská komise značení | červené   | modré     | zelené    | žluté/bílé |
| ------------------------------- | --------- | --------- | --------- | ---------- |
| Středočeská a Praha             | 0001-0099 | 1001-1199 | 3001-3299 | 6001-6299  |
| Jihočeská                       | 0101-0199 | 1201-1399 | 3301-3599 | 6301-6599  |
| Plzeňská                        | 0201-0299 | 1401-1599 | 3601-3899 | 6601-6899  |
| Ústecká                         | 0301-0399 | 1601-1799 | 3901-4199 | 6901-7199  |
| Královéhradecká                 | 0401-0499 | 1801-1999 | 4201-4499 | 7201-7499  |
| Jihomoravská                    | 0501-0599 | 2001-2199 | 4501-4799 | 7501-7799  |
| Moravskoslezská                 | 0601-0699 | 2201-2399 | 4801-5099 | 7801-7999  |
| Kapacita krajské soustavy       | 99        | 199       | 299       | 299(199)   |

Některé značené cesty mají i název, který bývá uveden na směrovkách: například Jiráskova cesta, Zlatá stezka Českého ráje nebo Březinova cesta. Některé značky, převážně červené, jsou součástí sítě evropských dálkových tras. Ty jsou značeny symbolem E a číslem (např. E10) v rohu nebo v šipce směrovky.
Cyklistické trasy jsou v rámci celostátního číslování rozděleny do čtyř tříd, přičemž počet číslic v čísle trasy odpovídá třídě. Specifické značení je například v Praze nebo v Krkonoších. V Krkonoších je síť cyklistických tras vyznačena pásovým značením se standardními směrovkami péčí správy KRNAPu. Trasy mají čísla od 1 do 27, přičemž k některým trasám patří odbočky nebo varianty značené číslem s doplněným písmenem velké abecedy (např. 1A, 1B, 1C, 1D, 1E atd.) Zpočátku, od roku 1996, byly cyklistické trasy v Krkonoších značeny zvláštním symbolem cyklisty jedoucího do svahu vyobrazeného v orámovaném čtverci a doplněného vpravo nahoře znakem KRNAPu a vlevo dole číslem trasy.
Jezdecké trase přiděluje pracovník Sekce značených stezek Rady značení KČT barvu i třímístné evidenční číslo, které odpovídá barvě: červené trasy č. 101–299, modré trasy č. 301–499, zelené trasy č. 501–699 a žluté trasy č. 701–899. Páteřní jezdecká trasa z Jižních Čech přes Pardubický a Královéhradecký kraj a přes Krkonoše do Polska má Klubem českých turistů přidělené číslo 103. Páteřní trasa západ–východ má číslo 102.

## Statistiky

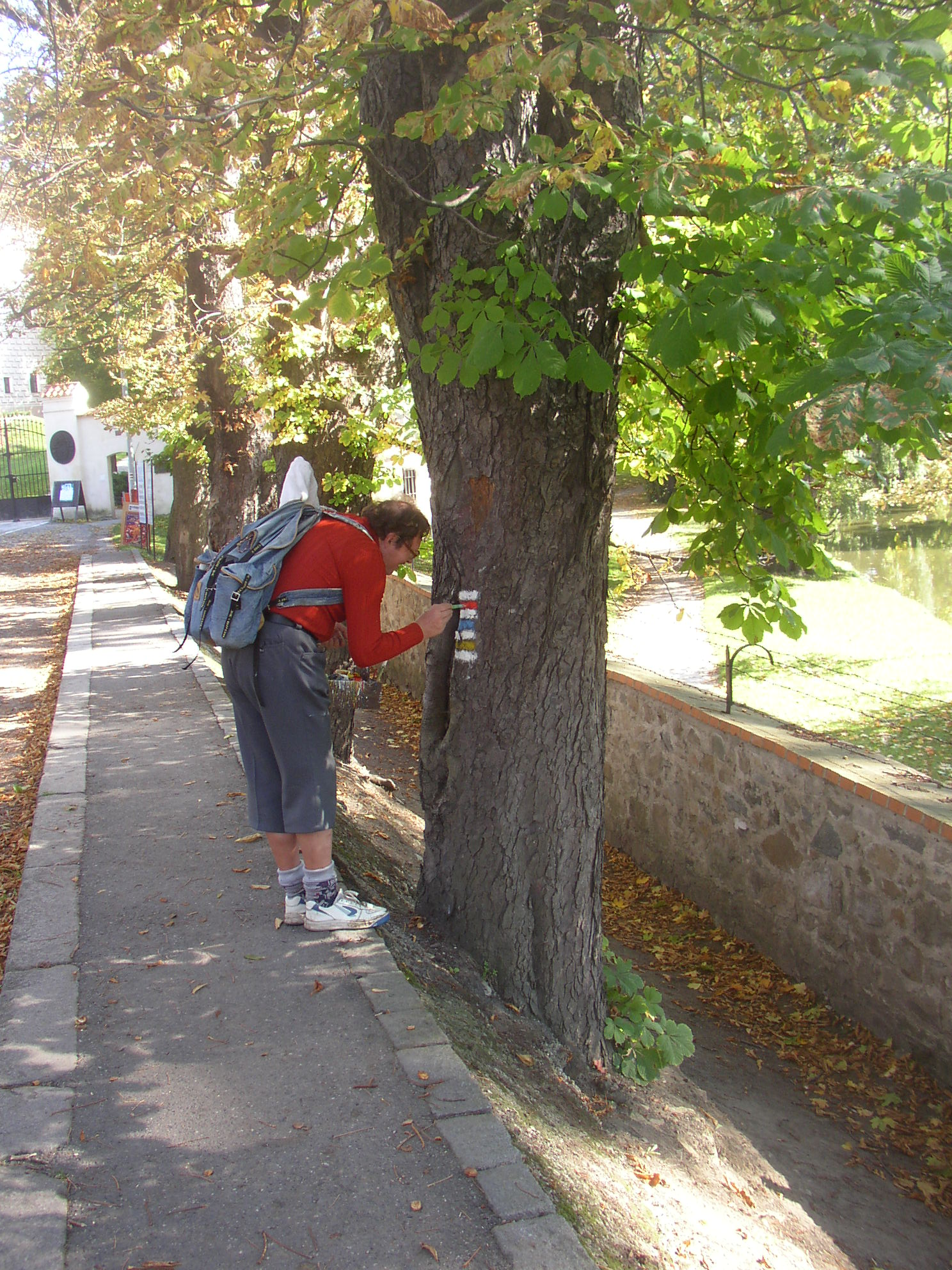
Údržba turistického značení poblíž zámku v Březnici

Systém turistického značení v České republice je považován za nejspolehlivější a nejpropracovanější nejen v Evropě, ale i na světě. Česko má nejhustší síť turistického značení ze zemí Evropské unie: 488,6 km na 1000 km2.“
Rozvoj sítě turistických značených cest
- 1883 – 0 km
- konec roku 1889 – 55 km
- 1920 – 25 000 km (v celém tehdejším Československu včetně Podkarpatské Rusi)
- 1938 – 40 000 km (v celém Československu)
- 1980 – 46 400 km v ČSSR, z toho v ČSR 34 500 km a v SSR 11 900 km
- po roce 1989 – 37 000 km jen v Česku
- 2002 – v Česku 38 500 km pěších tras a 1 240 km lyžařských tras, na Slovensku kolem 14 000 km pěších tras
- 2002 až 2005 – přibližně 300–400 naučných stezek, mnoho z nich v neudržovaném stavu
- 2019 – více než 43 000 km značených pěších tras[14]

Systém turistického značení zahrnoval:
- Směrovek a tabulek – 48 000 (1980 v Československu), 54 711 (2002 v Česku)
- Směrovníků (míst, na nichž jsou směrovky a tabulky umisťovány) 2 746 (2002 v Česku)
- Vývěsných laminovaných map ve stojanech nebo rámech – 1 300 (1980 v Československu), 1 590 (2002 v Česku)

V roce 1998 evidoval KČT celkem 1145 značkařů, za rok odpracovali 59 000 hodin. V roce 2008 měl KČT 1360 značkařů.
Náklady na pravidelnou obnovu 1 km značení se pohybují kolem 300 Kč a vyžadují přibližně 40 minut času značkařské skupiny, obvykle dvojice. V průběhu dne značkař obnoví asi 5–7 km značené trasy.

## Způsob značení
Turistická značená trasa (TZT) je trasa vyznačená turistickými značkami. Turistické značené trasy bývají vedeny zejména turisticky zajímavými místy. Bývají vyznačeny v turistických mapách.
Trasy jsou značeny dobrovolnými značkaři. Pomocným značkařem se zájemce může stát po absolvování nejméně 10 km zácviku pod vedením vedoucího značkaře nebo instruktora značení. Značení se obvykle provádí ve dvojici. Absolvent semináře úspěšně zakončeného zkouškou se stává samostatným vedoucím značkařem, v dalších speciálních kurzech značkař může získat kvalifikaci instruktora značení, kvalifikaci pro těžké značení (vývěsní mapy a směrovníky), kvalifikaci pilaře nebo mapaře atd.

### Obecné zásady značení

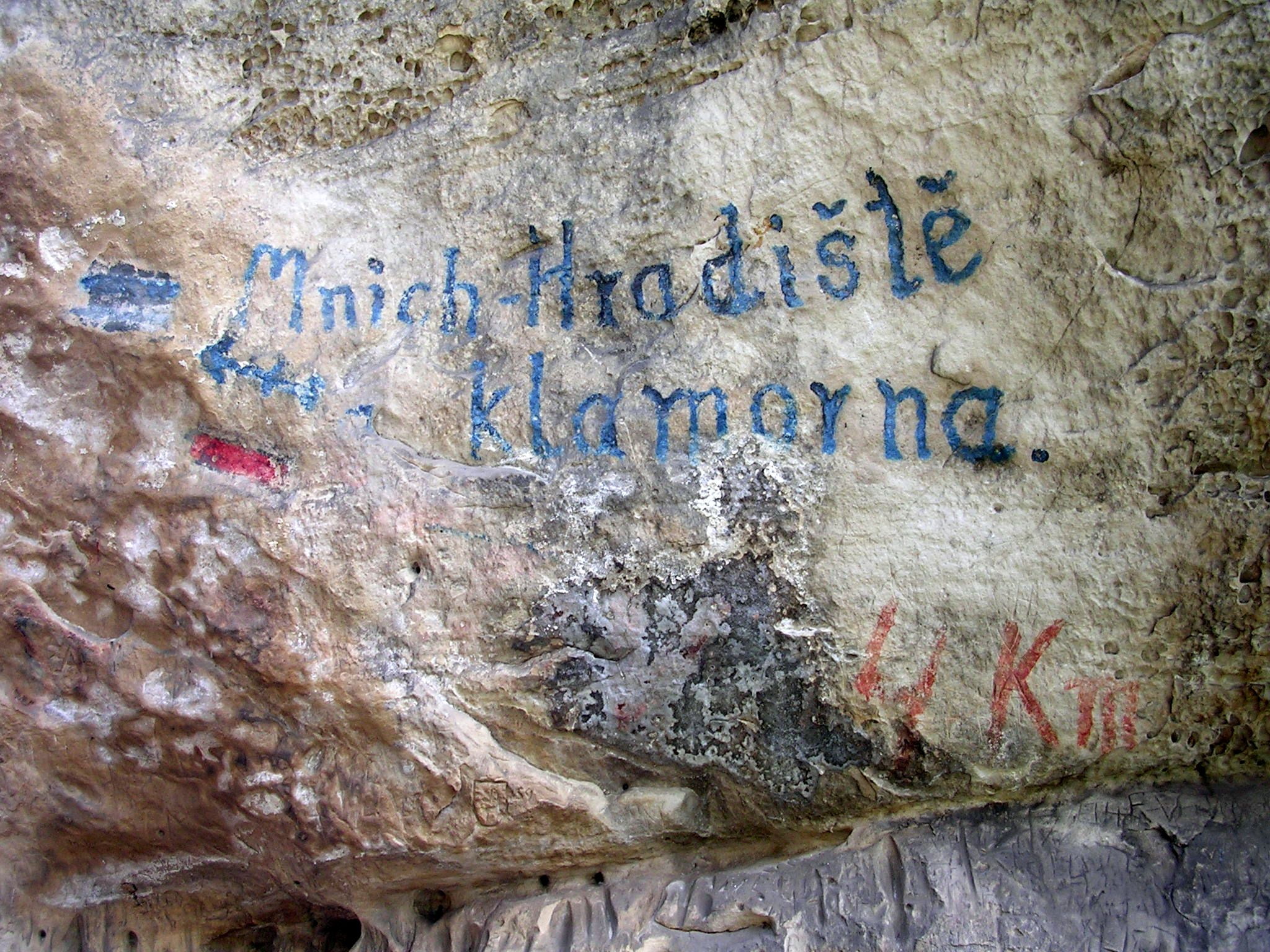
Staré směrové nápisy tesané do kamene a zvýrazněné barvou a zbytky starých pásových značek, Drábské světničky

Již od 19. století byly vydávány návody, jak značení provádět:
- Časopis turistů (1889–1891)
- Pravidla pro označování, KČT, 1901
- Bohumír Lederer: Praktický značkovatel, 1929 (autor byl generálním značkovatelem KČST)
- Václav Benda: Značkovací pravidla, 1947
- Technika značení turistických cest, Státní výbor pro tělesnou výchovu a sport, 1955
- Značení turistických cest, Státní tělovýchovné nakladatelství, 1956

Požadavky na turistické značení jsou v dnešní době upraveny československými státními normami:
- ČSN 01 8025:1989 Turistické značenie. Na Slovensku kolem roku 2006 vyšla v nové verzi jako STN 01 8025.
- ČSN 01 8026:1991 Verejné značenie pri lanových dráhach a lyžiarskych vlekoch
- ČSN 01 8027:1991 Značenie zjazdových a bežeckých lyžiarskych tratí a trás
- STN 01 8028: slovenská norma značení cykloturistických tras

Značené cesty jsou zásadně obousměrné (výjimkou jsou některé extrémně navštěvované cesty v náročném terénu – jako červeně značená cesta od Slezského domu na Sněžku nebo okružní trasy ve skalních městech, např. modrá na Ostaši). Značka se maluje vzhledem k trase cesty jako čelní, přeponová, rohová nebo boční, výjimečně může být i na kameni nebo značkařském kolíku. Za rozcestím se umisťují dvě značky – první (naváděcí) tak, aby byla viditelná při příchodu, druhá, tzv. potvrzovací, za odbočením. Odbočení např. do hustého porostu bývá označeno tzv. brankou, dvěma značkami vedle sebe – vpravo i vlevo. V dlouhém úseku bez odboček se umisťují tzv. útěchové značky, které nemají být od sebe vzdáleny více než 250 m. Na rozcestích tras a významných místech, a to nanejvýš po 4 kilometrech, se umisťuje směrovník se směrovkami.
Kontrola a obnova značení má být v ideálním případě prováděna každé tři roky, skutečnost závisí na možnostech dobrovolných spolupracovníků.
Většina značek se provádí písmomalířskou olejovou barvou. Na některých typech stožárů se používají značky z hliníkového plechu, na hladkém povrchu i samolepky.
Některá místa Klub českých turistů vybavuje i laminovanými turistickými vývěsními mapami rozměrů 120 × 180 cm.

### Směrové tabulky

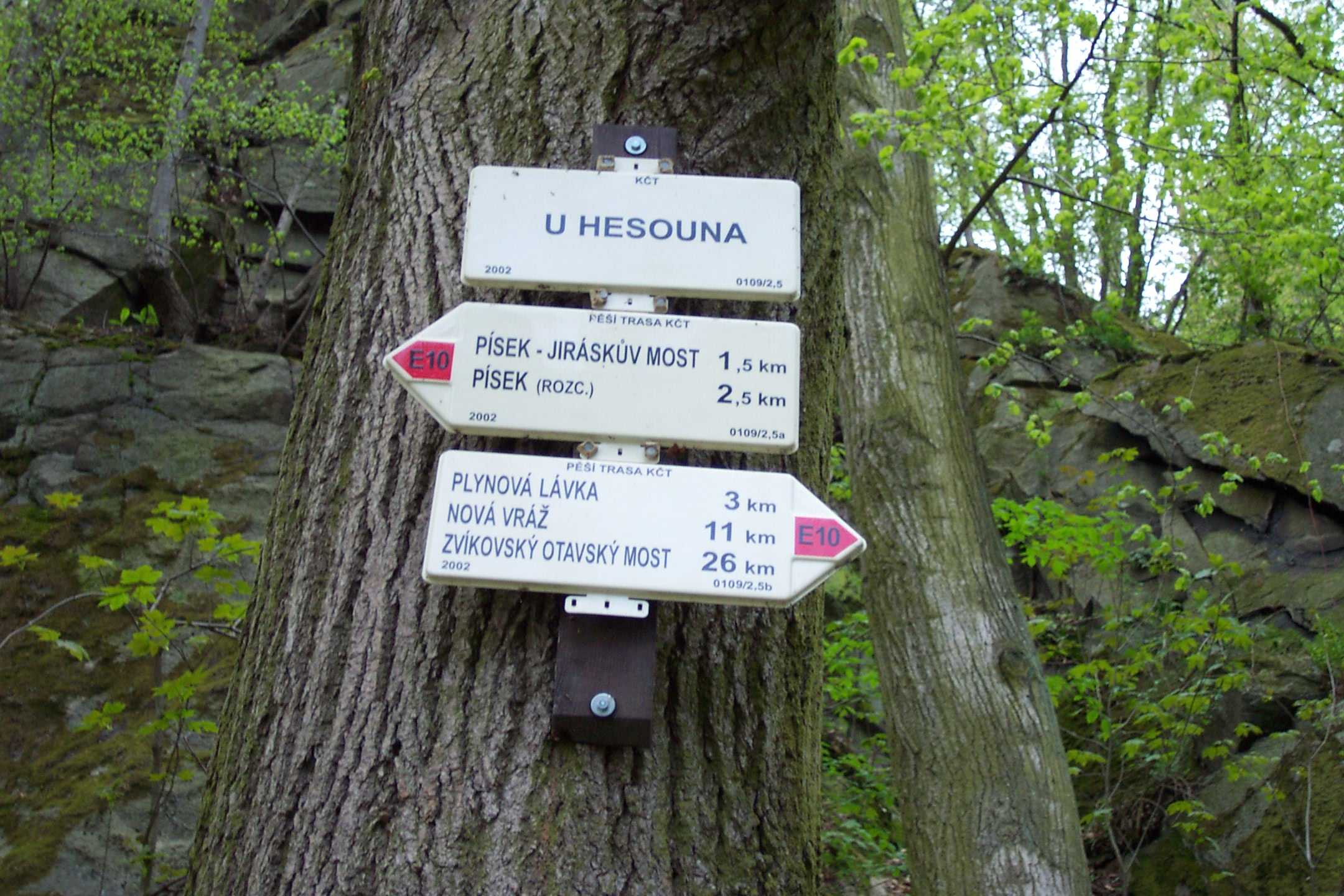
Směrovky v Písku.

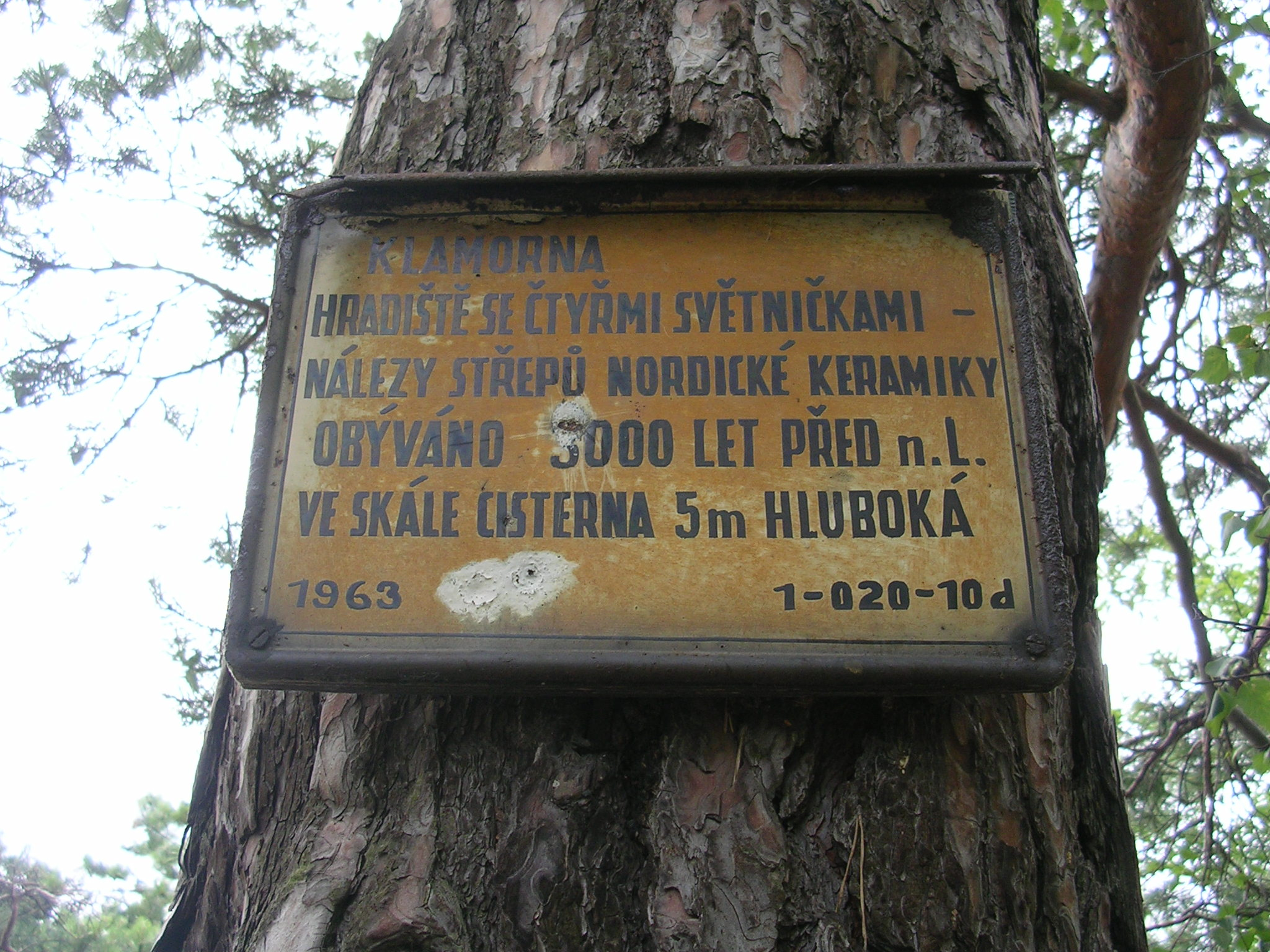
Popisná tabulka u Klamorny na Příhrazských skalách, z roku 1963, již se systematickým číslováním

Na rozcestích značených cest a významných místech trasy, tzv. turistických informačních místech (dříve se jim ve značkařském odborném vyjadřování říkalo textační místa), se umisťují směrovníky (rozcestníky) s tabulkami místního názvu a směrovými tabulkami. Nemají být od sebe vzdálenější než 4 kilometry.
- Turistická tabulka místní orientace – název místa (330 × 140 mm). Někdy obsahuje podrobnější informaci o místě či objektu, případně o nadmořské výšce.
- Turistická směrovka – směrová tabulka (400 × 140 mm včetně hrotu). První řádek označuje nejbližší další místo se směrovkami, které by nemělo být dále než 4 km. Druhý řádek by měl obsahovat další významné místo ve vzdálenosti 8 – 12 km a třetí řádek konec značené cesty nebo významné místo vzdálené nejvýše cca 25 km. Tyto zásady jsou jen přibližným vodítkem. Směrovky s bezbarvým hrotem mohou upozorňovat na významné objekty nebo cesty mimo značenou trasu nebo od dopravního uzlu k východišti značených tras. Vzdálenosti se v Česku udávají v kilometrech, na Slovensku tradičně v hodinách a čtvrthodinách.
- Zhruba od roku 2004 se na směrovníky KČT umisťuje i tabulka hlavního sponzora značení, podniku Lesy České republiky.

Na tabulkách se obvykle vpravo dole uvádí evidenční číslo značené cesty a za lomítkem kilometrická poloha směrovníku na trase a rozlišení směrovky písmenem (zpravidla písmeno „a“ směrem k počátku trasy a „b“ ke konci). U novějších tabulek se místo čísla trasy a kilometrické polohy uvádí zkratka oblasti (zhruba odpovídající okresu) a identifikační číslo místa. Vlevo dole se uvádí rok výroby tabulky.
Nahrazení evidenčního čísla trasy identifikačním číslem turistického informačního místa bylo na Slovensku navrženo v zápise ÚSZ č. 3/1989. Navrženo bylo označovat TIM třímístným pořadovým číslem v rámci okresu, přičemž trojčíslí měla okresům přidělovat krajská složka. Na podzimním aktivu roku 1989 na Zemplínské Šíravě předložila skupina značkářů pod vedením P. Školny protinávrh, aby TIM byla přidělována čtyřčíslí. Komise značení v Prievidzi tento systém následně zavedla do praxe. Na jarním aktivu značkařů v roce 1994 předložili R. Šimko a V. Dohnal už čtvrtý návrh číslování TIM. V něm první trojčíslí mělo být kódovým označením příslušné mapy a následující dvojčíslí pořadovým číslem TIM. V Česku byly pro označování TIM postupně zavedeny kódy sestávající z dvojpísmenné zkratky značkařského okresu a trojciferného pořadového čísla v rámci okresu.
Původně směrovky nebyly unifikované. Koncem 30. let 20. století byla navržena dřevěná tabulka společná pro oba směry chůze, se dvěma šipkami. Používaly se také nákladné litinové tabulky s reliéfním písmem. Po druhé světové válce se vyráběly jednosměrné dřevěné tabulky s údaji v kilometrech, ve strmých úsecích v hodinách. Zpočátku byl text prováděn nepříliš kvalitními barvami, v letech 1950–1952 se do dřeva vypaloval. Koncem 50. let byly zavedeny kovové tabulky již podobné dnešním, v 80. letech polyuretanové. Sloupky rozcestníků (směrovníků) byly v 50. letech dřevěné, od 60. let se používaly trubkové s kovovou stříškou.

### Pásové značení

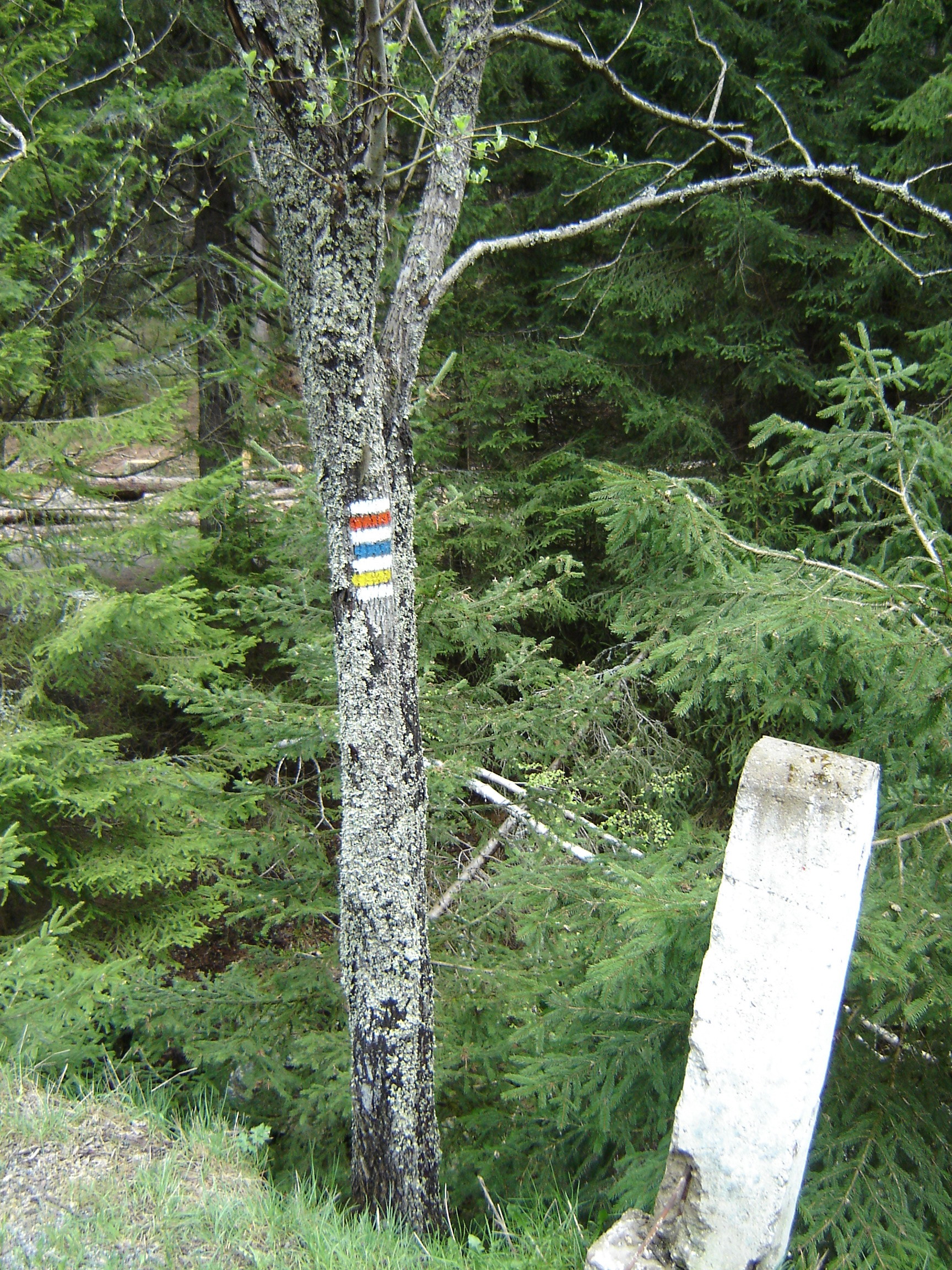
Značky u řeky Vydry na Šumavě.

Klub českých turistů používá takzvané pásové značení čtyř barev – červené, modré, zelené a žluté, namalované zpravidla na stromech, sloupech a jiných objektech. Značka je tvořena vodorovným barevným pásem, nad nímž i pod nímž je bílý pás. Pro odbočení se tento základní tvar doplní šipkou jednotného provedení. Vede-li více značených tras společně, jsou značeny sloučenou značkou v přesně určeném pořadí barev. K významným místům v blízkosti hlavní značené trasy se vyznačují odbočky významovým tvarovým značením stejné barvy, jakou je značena hlavní trasa.
Přednostní volba barev pro značky*:
- červená – dálkové nebo hřebenové trasy
- modrá – významnější trasy
- zelená – místní trasy
- žlutá – krátké trasy, spojovací cesty, zkratky

* Barvy nemají až tak velký význam co se týče důležitosti cest, převýšení nebo náročnosti. Mají ale význam v tom, že se turista podle nich lépe orientuje.
Základní typy značek:
- Základní pásová značka (v historických počátcích nebyly tvar a rozměry pevně předepsány). Základní rozměr čtvercové značky je 100×100 mm, má-li být značka viditelná z dálky, užívá se značka větších rozměrů, takzvaná volavka. Výška volavky má být nejméně tisícina vzdálenosti, z níž je značka viditelná, nejvýše však 30 cm, a pokud se na objekt nevejde ve čtvercové podobě, může být zúžená.[19] Vede-li souběžně více značených tras, jsou pásové značky (bez šipek i se šipkami) spojeny do jedné značky v závazně stanoveném pořadí barevných pruhů.
- Směrová šipka: k základní pásové nebo tvarové značce je ze strany připojen barevný hrot s bílým orámováním (dříve bílé olemování hrotů přesahovalo výšku značky)
- Konec značené cesty nebo odbočky: barevný čtverec 30 × 30 mm s bílým orámováním (dříve barevný prstenec v bílém kruhu)

### Značení odboček
Krátké (asi do 1 km délky) „slepé“ odbočky z tras značených pásovým značením se označují některým z typů tvarového značení. Barva značení odpovídá barvě trasy, na kterou odbočka navazuje. Odbočení se rovněž označuje šipkami připojenými ke značce, označení konce odbočky je shodné jako označení konce běžné trasy.
- Odbočka k vrcholu nebo vyhlídce: barevný rovnostranný trojúhelník s vrcholem nahoře v bílém čtverci základních rozměrů (dříve barevný trojúhelník s bílým lemem)
- Odbočka ke zřícenině hradu apod. – stylizovaný barevný symbol (barevný čtverec s chybějícím pravým horním kvadrantem) zasazený do bílého čtverce základní velikosti (dříve bílý lem sledoval tvar barevného symbolu)
- Odbočka k zajímavému objektu – stylizovaný barevný symbol tvaru stupně vítězů v bílém čtverci
- Odbočka ke studánce nebo pramenu – barevný dolní půlkruh v bílém čtverci (dříve barevný kruh v bílém kruhu)

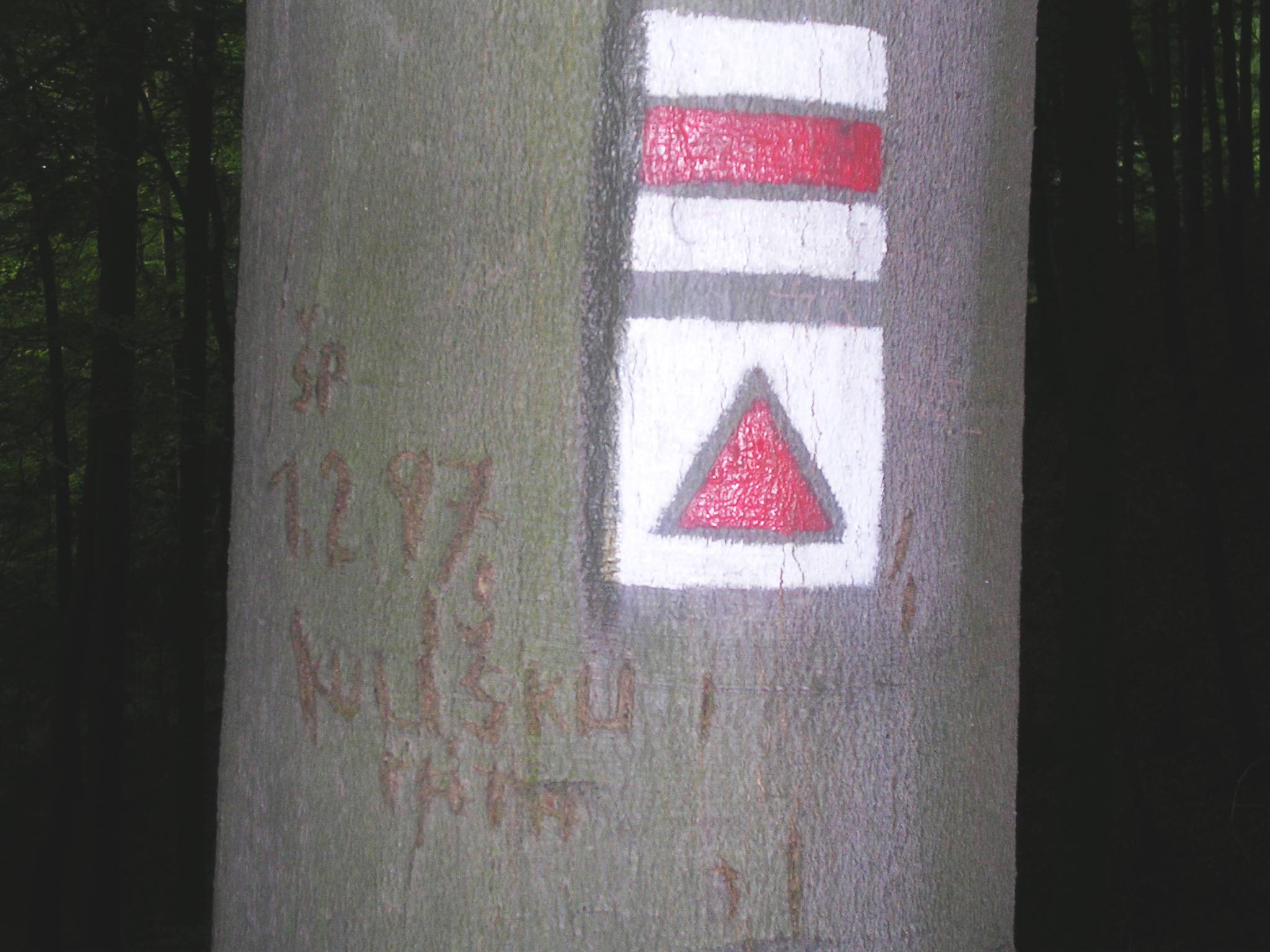
Odbočka k vrcholu nebo vyhlídce
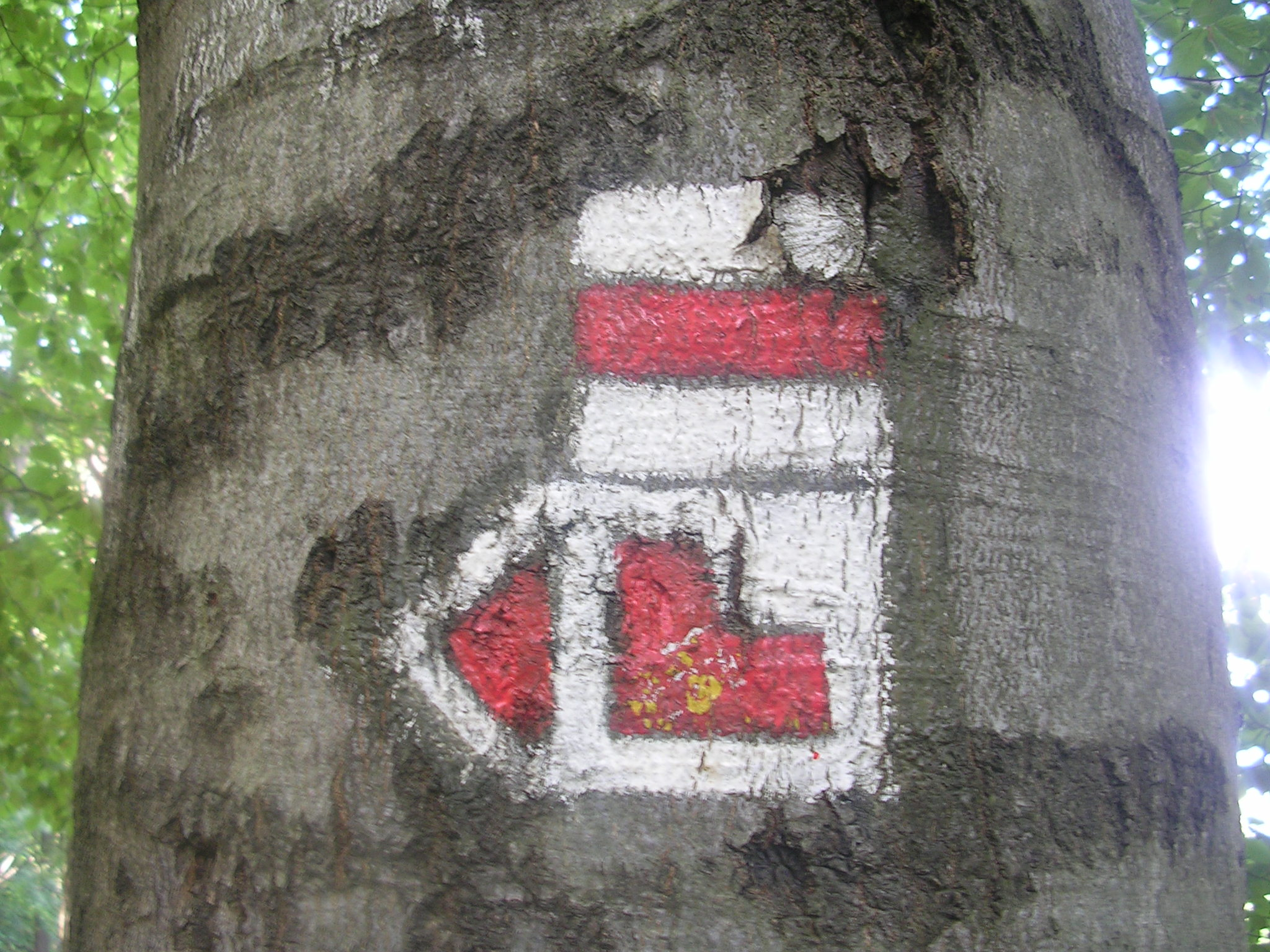
Odbočka ke zřícenině
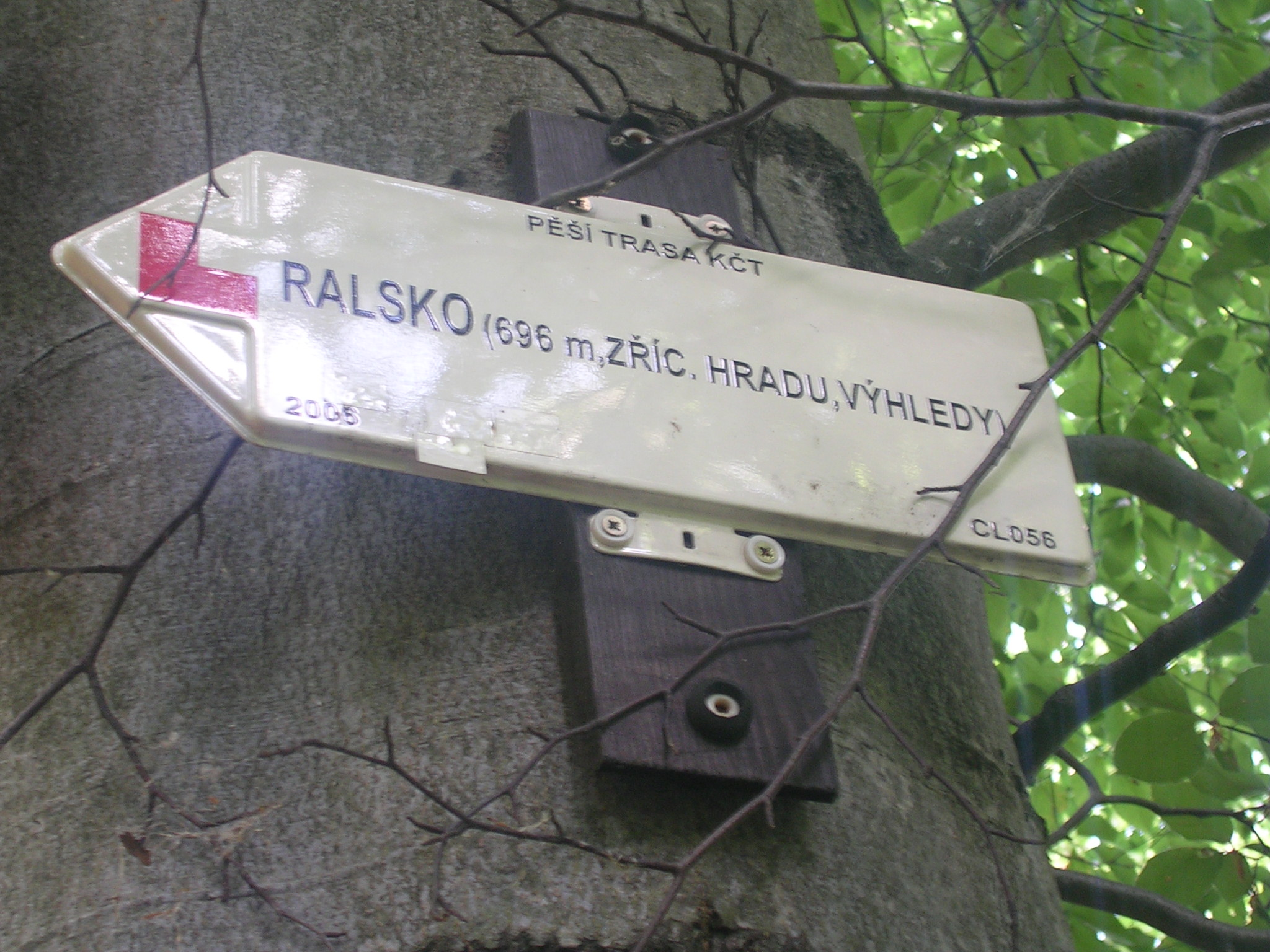
Směrová tabulka odbočky ke zřícenině
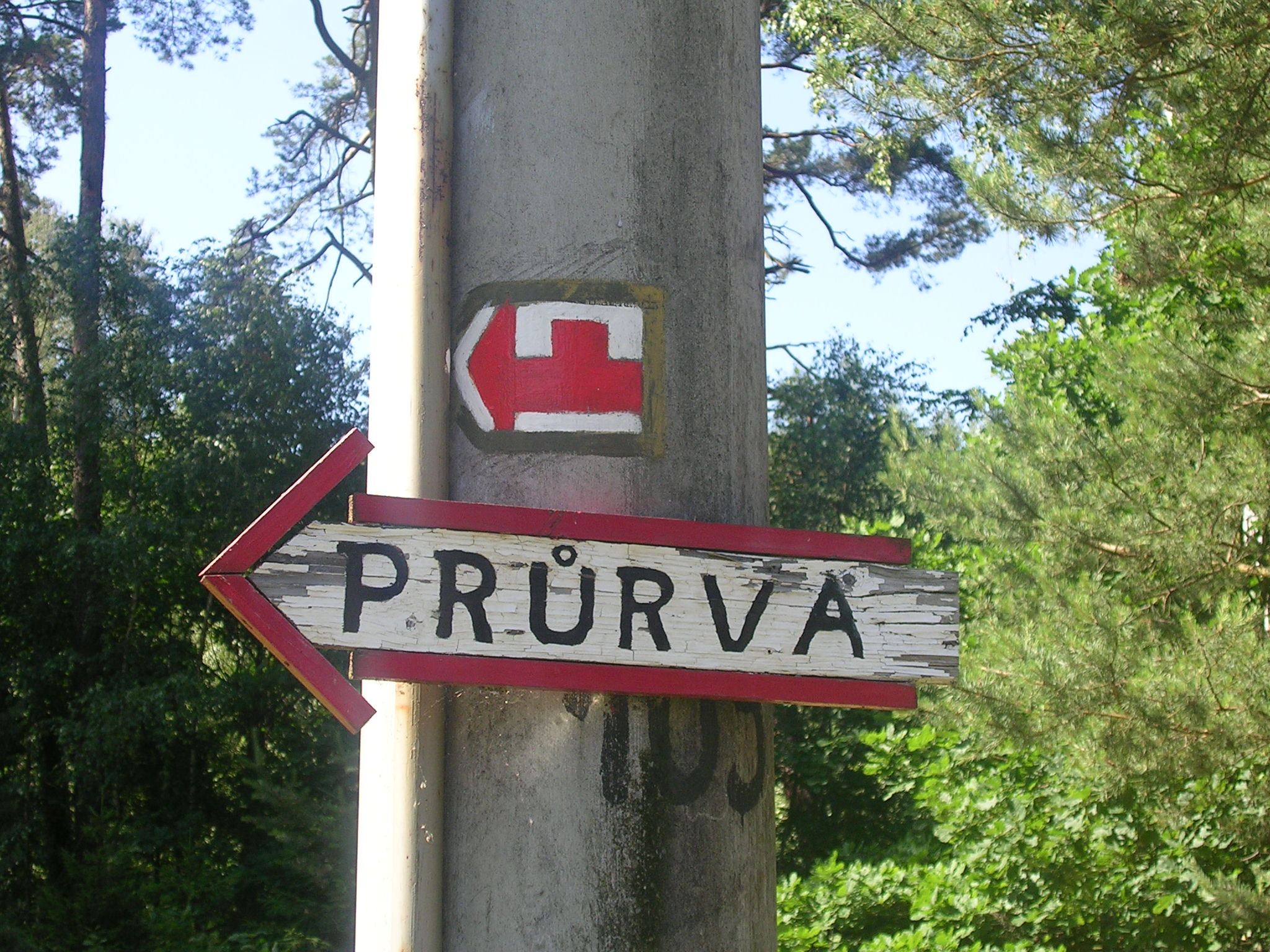
Odbočka k zajímavému objektu

### Místní značení
V některých místech je takzvané místní značení, při němž se nepoužívají pásové značky, ale úhlopříčně rozdělené čtverce, v nichž jeden trojúhelník je bílý a druhý má jednu ze čtyř barev – červenou , modrou , zelenou  nebo žlutou . Místní značení se obvykle používá pro krátké okruhy.

### Lázeňské značení
V 80. letech 20. století bylo u některých českých a slovenských lázní (Lázně Jeseník, Poděbrady, Třeboň, Trenčianske Teplice, Rajecké Teplice apod.) lázeňské značení rehabilitačních okruhů. Značení je tvořeno dvěma svislými barevnými pruhy, kolem nichž jsou dva bílé pruhy. Barevná kombinace souvisí s délkou a převýšením okruhu.

### Zimní trasy pro běžkaře

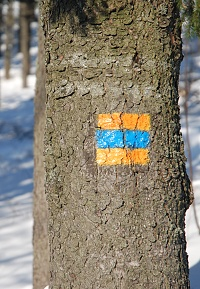
Turistická značka pro lyžaře

Pro lyžaře (běžkaře) se užívá obdobné pásové značení stejných rozměrů jako pro pěší, avšak místo bílé barvy je k olemování barevného pásu použito oranžových pásů a vnitřní pás může být červený , modrý , zelený  nebo bílý .
Na směrovkách pro pěší nebo samostatných tabulích se vyznačuje přístupnost po běžkaře černým symbolem lyžaře ve žlutém nebo oranžovém čtverci postaveném na špičku. Krkonošská lyžařská cesta (Krkonošská magistrála) byla značena černým symbolem lyžaře ve čtverci postaveném na špičku, jehož horní polovina je bílá a dolní polovina červená.

#### Zimní tyčové značení
V některých bezlesých úsecích horských tras se například v Krkonoších používá tyčové značení. Jeho zřizovatelem je horská služba. Tyčové značení tvoří základní síť lyžařských tras, u okrajů lesa navazuje na pásové značení. V úsecích s tyčovým značením je lyžařská trasa mnohdy vedena odchylně od letního značení.
Tyčové značení krkonošských hřebenových cest je doložené již na mapách ze 17. století.

#### Němé značky Krkonoš
V Krkonoších jsou na některých rozcestích umístěny takzvané němé značky Krkonoš, vyřezané z plechu do příslušného tvaru a červeně natřené. Každá z významných horských chat nebo podobných zdrojů a cílů cest má vlastní červený symbol. Značky vytvořil akademický malíř Kamil Vladislav Muttich (1873–1924, v mapách KČT chybně označován jako Kamil Vlastimil Muttich).

### Trasy pro cyklisty

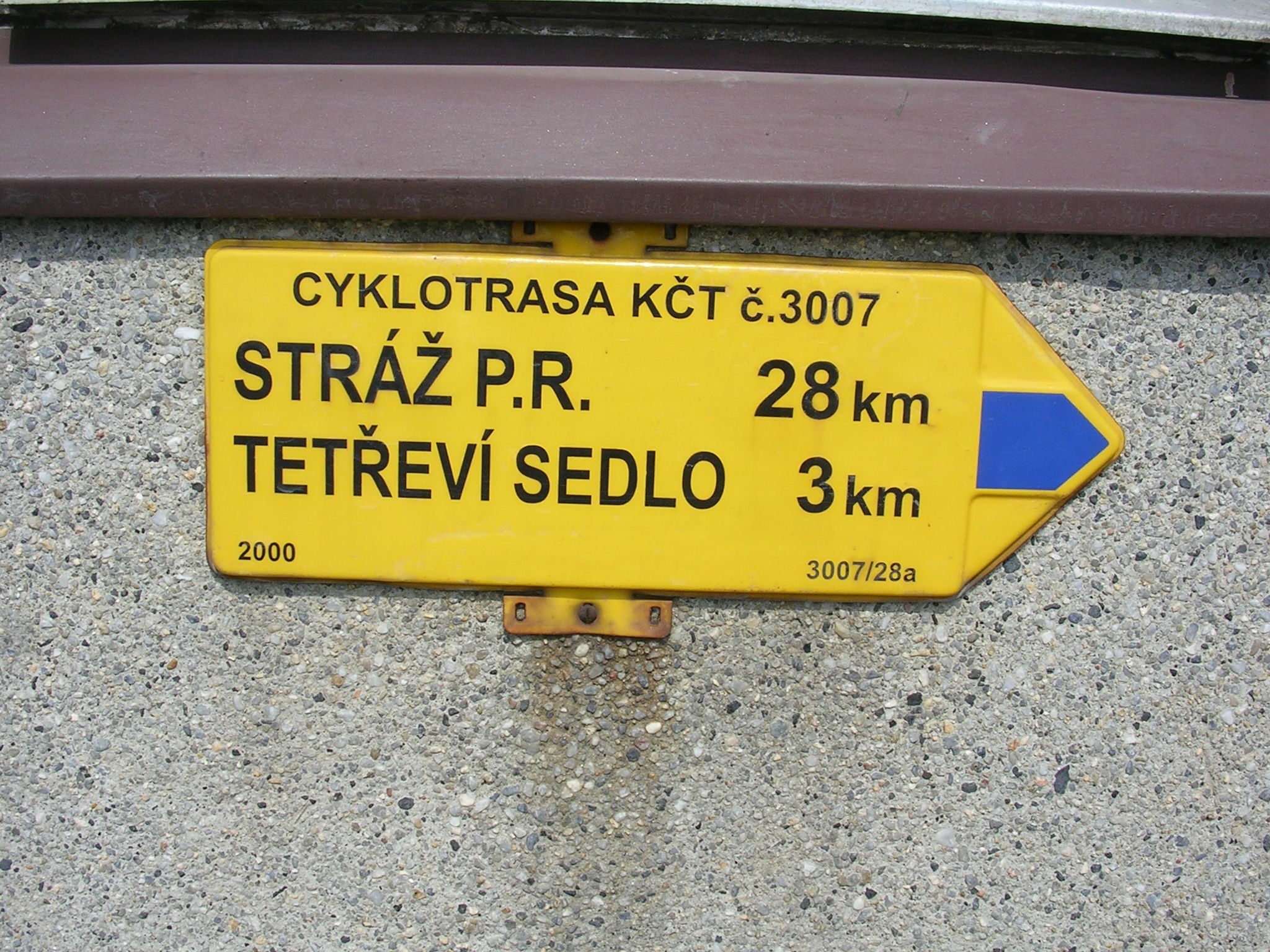
Cyklistická směrovka na Ještědu.

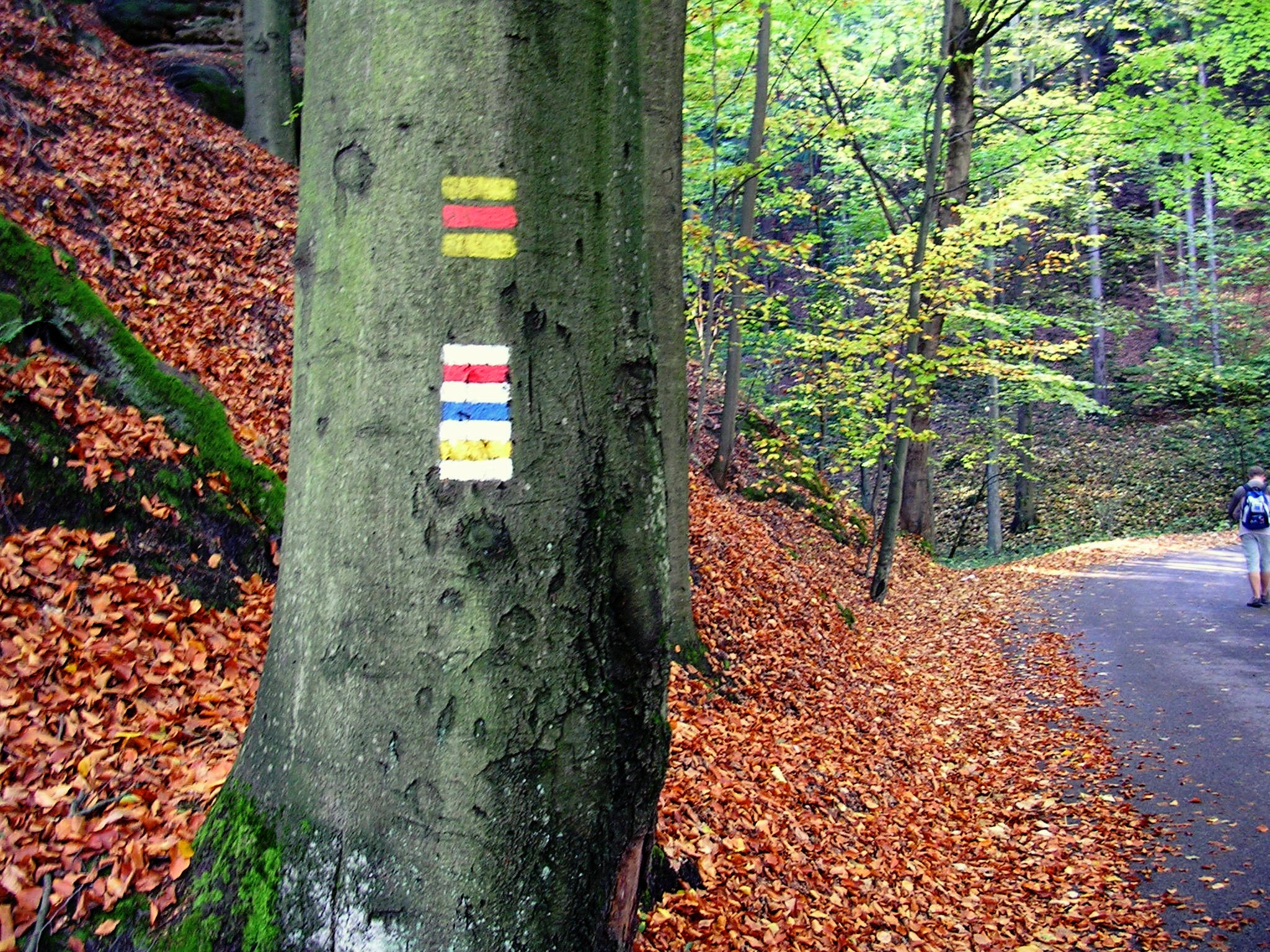
Turistická značka pro cyklisty v souběhu s pěšími trasami.

Užívá se dvojí značení cyklistických tras:
- Trasy vedené převážně po pozemních komunikacích se silničním (zpevněným) povrchem se dopravními značkami zavedenými v Česku v roce 2001 vyhláškou č. 30/2001 Sb.:
  - IS 19: Směrová tabule
  - IS 20: Návěst před křižovatkou
  - IS 21: Směrová tabulka
- Cykloturistické trasy vedené častěji terénem, po nerovných nebo nezpevněných cestách, se označují pásovými značkami větších rozměrů, 140×140 mm, v němž krajní pásy jsou žluté a vnitřní pás může být červený , modrý , zelený  nebo bílý . Jednou z prvních cyklistických tras trvale vyznačených Klubem českých turistů byla kolem roku 1996 trasa Liberec – Žitava v délce 27 km.[22]

#### Na Slovensku
Na Slovensku se pro označení cyklistické trasy používá barevné písmeno „C“ na bílém pozadí. Existují čtyři barevné varianty: červená: , modrá: , zelená:  a žlutá: .

### Jezdecké trasy

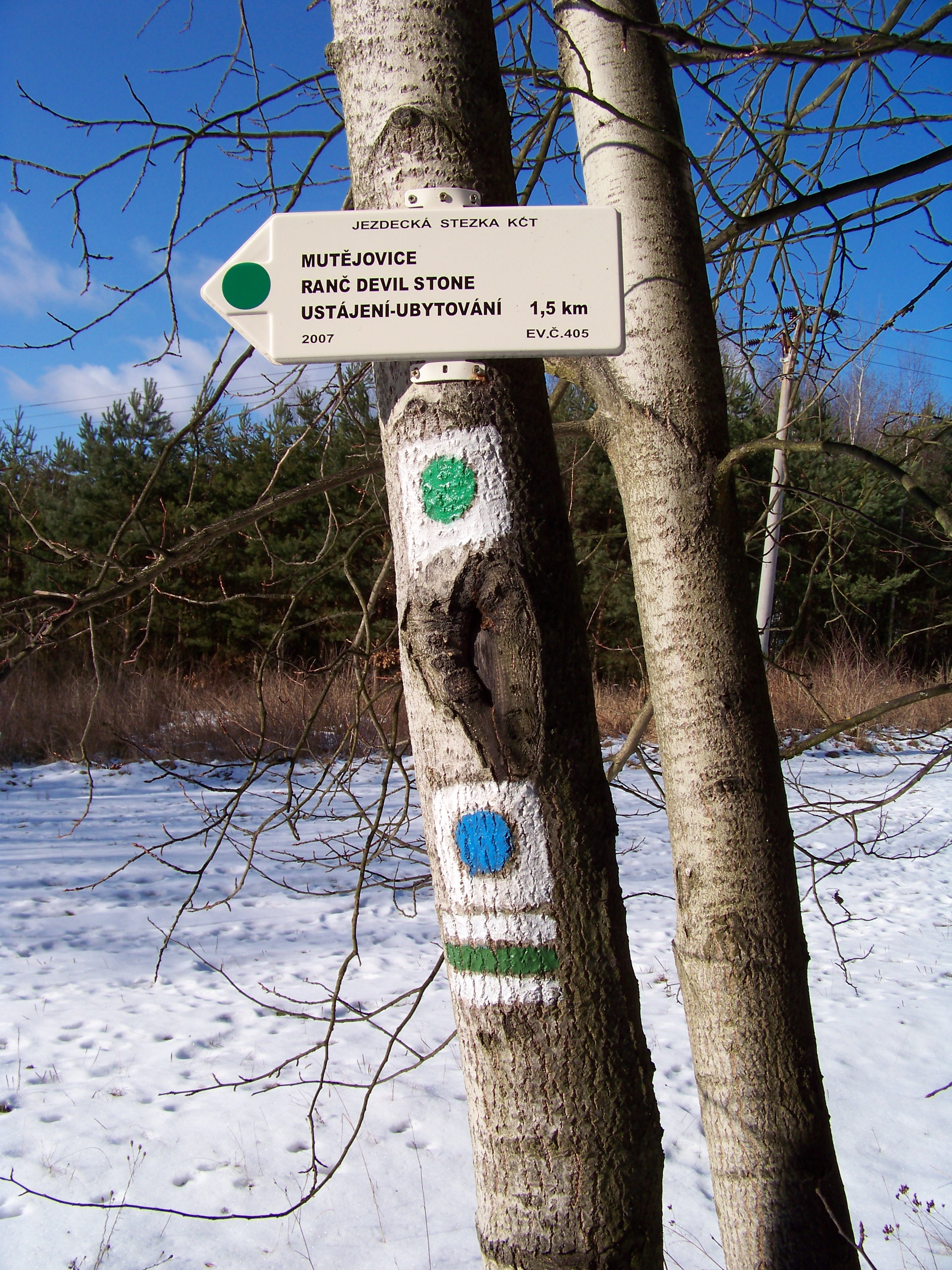
Jezdecká směrovka a značky

Pro jezdce na koních se od roku 2005 (nejprve v Jihočeském a Pardubickém kraji, od roku 2007 i v Královéhradeckém) užívá obdobné značení stejných rozměrů jako pro pěší (100 × 100 mm), avšak místo barevného pásu je ve značce barevný kruh o průměru 6 centimetrů. Značení provádějí členové jezdeckých občanských sdružení, proškolení lektory Klubu českých turistů.
Barva značek je rozlišována obdobně jako u pěších tras:
- Červená: páteřní stezky
- Modrá: oblastní stezky, propojují zejména zajímavá místa v okruhu cca 30 km od jezdecké stanice.
- Zelená: trasy pro méně zdatné jezdce nebo jezdce s průvodcem v okruhu cca 10 km od jezdecké stanice
- Žlutá: propojovací stezky, například od hlavnější trasy k jezdecké stanice nebo mezi dvěma stezkami

Jízdárenské okruhy pro komerční jezdeckou turistiku mají být značeny barevným symbolem podkovy v bílém čtverci o vnějším rozměru 10 × 10 cm. Tyto okruhy nemají evidenční číslo, nevybavují se směrovkami ani tabulkami.
V případě souběhu s jinou trasou by jezdecká značka měla být umístěna buď 10 cm nad pěší nebo lyžařskou značkou nebo 20 cm pod cykloznačkou. Jezdecké směrovky a tabulky jsou textově, tvarově a barevně shodné se směrovkami pěšího značení, liší se textem „Jezdecká trasa KČT“ umístěným v záhlaví tabulky.
V nových turistických mapách se vyznačují též jezdecké trasy, jezdecké stanice, nebezpečná místa, kontakty na veterináře, kováře, přepravce zvířat atd.
První úsek jezdecké trasy byl v rámci prvního školení značkařů jezdeckých stezek, uspořádaného na Chatě Pod Kletí ve spolupráci s Klubem českých turistů, vyznačen nově zavedeným typem značení 6. srpna 2005 po úbočí hory Kleť na Českokrumlovsku v CHKO Blanský les. Vede po 300 let staré lesní cestě vybudované Schwarzenberky od dolní stanice lanovky na Kleť k sedlu Rohy.

### Naučné stezky

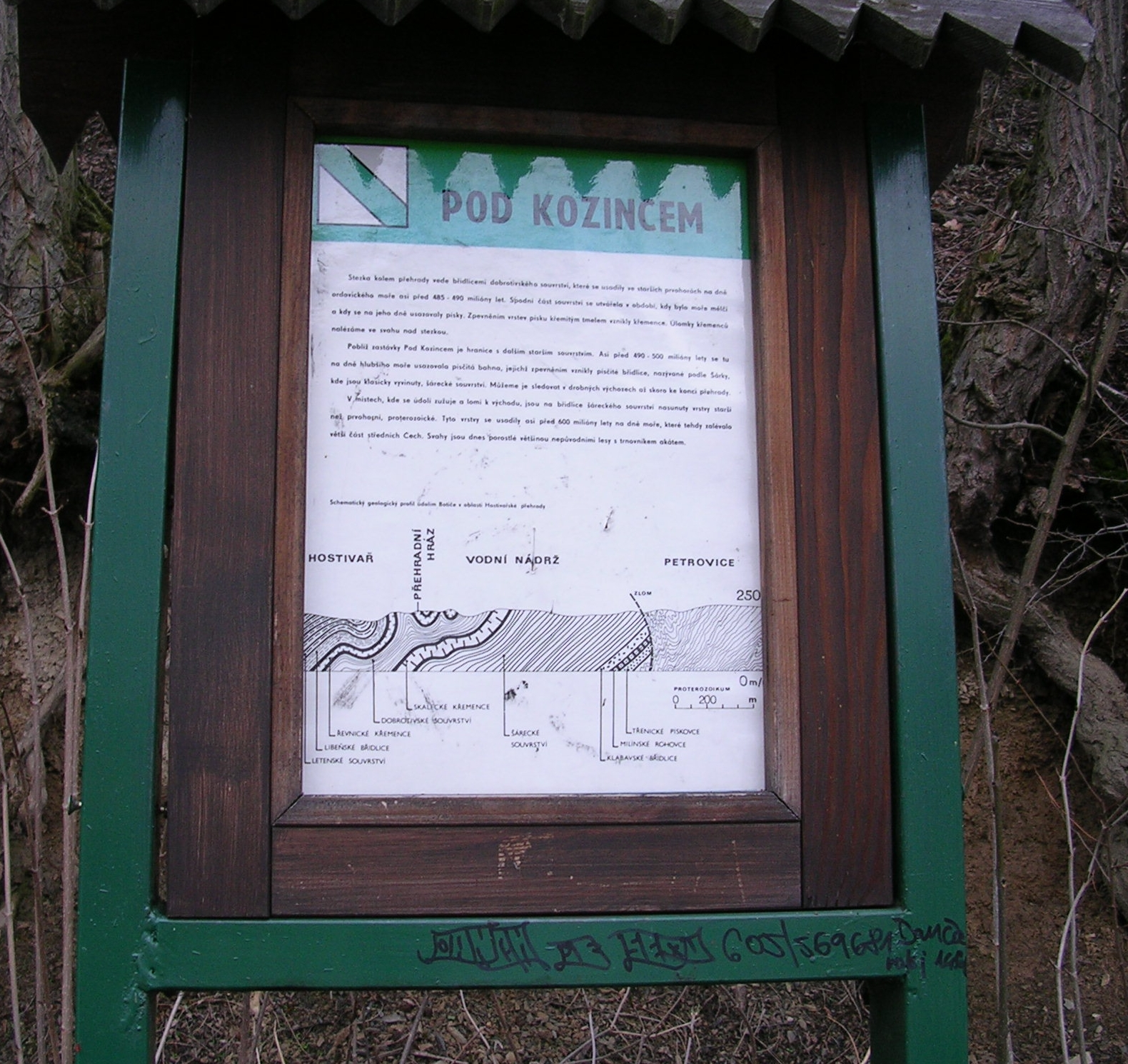
Zastávka naučné stezky Povodím Botiče v Praze

Zvláštním typem turistického značení jsou naučné stezky, které zpravidla vyznačují samostatně nebo ve spolupráci s KČT organizace ochránců přírody, obce, různé zájmové a účelové organizace atd.
Naučná stezka bývá značena bílým čtvercem se šikmým zeleným pruhem . Značka může být doplněna oranžovým číslem stanoviště. Součástí značení jsou i stojany s informacemi o přírodních zajímavostech v okolí.
Přehled českých naučných stezek byl v postupném vývoji na serveru Ministerstva životního prostředí (http://www.stezka.cz). Naučné stezky jsou v seznamu členěny abecedně, podle okresů, podle uživatelů (pro pěší, pro děti, pro lyžaře, pro cyklisty, pro tělesně postižené, pro vodáky) i podle naučného obsahu (botanika, zoologie, zemědělství a chovatelství, lesnictví, rybníkářství a rybářství, ekologie, archeologie, historie, etnografie, geologie, mineralogie, hornictví a těžba surovin, technika).
Klub českých turistů společně s ministerstvy pro místní rozvoj a pro životní prostředí schválili 10. září 2001 „Doporučené zásady pro zřizování, značení a údržbu naučných stezek a bodových informačních panelů“.

## Významné a pojmenované turistické trasy

### Česká republika

#### Historicky nejstarší turistické trasy
- Cesta Vojty Náprstka, červeně značená, nejstarší dochovaná a historicky (první zanikla výstavbou vodního díla na Vltavě) druhá nejstarší trasa: Beroun – Svatý Ján pod Skalou – Karlštejn, je částí trasy č. 0001. Poprvé vyznačená roku 1889, nazvaná po Vojtu Náprstkovi (1826–1894), spoluzakladateli Klubu českých turistů.
- Krakonošova cesta, zeleně značená, 15 km dlouhá trasa: Bedřichov – Kotelní jámy – Horní Rokytnice. Vybudována v letech 1889–1894 pod názvem Franz Josef-Weg, po roce 1918 přejmenovaná.
- Posázavská stezka, červeně značená, 68 km dlouhá trasa podél Sázavy: Pikovice – Kamenný Přívoz – Žampach, je částí trasy č. 0001. Podle pamětní desky v Pikovicích byla vybudována Klubem československých turistů v Praze v letech 1914 až 1924 nákladem 230 000 Kč.
- Riegrova stezka, červeně značená trasa údolím Jizery: Semily – Podspálov – Železný Brod. Otevřena byla roku 1909.
- Palackého cesta, červeně značená trasa údolím Kamenice: Tanvald – Svárov – Návarov – Podspálov – Železný Brod. Vybudována v letech 1911–1913.
- Zlatá stezka Českého ráje, červeně značená, 98 km dlouhá trasa: Mnichovo Hradiště – Valečov – Drábské světničky – Příhrazy – Kost – Nebákov – Dolní Mlýn – Trosky – Hrubá Skála – Valdštejn – Turnov – Frýdštejn – Malá Skála – Besedice – Kozákov – Tábor – Železnice – Jičín. Název a koncepce stezky pochází z roku 1937.[24]

#### Ostatní pojmenované turistické trasy a stezky
- Březinova cesta, červeně značená, 65 km dlouhá trasa: Počátky – Jaroměřice nad Rokytnou.
- Cesta Boženy Němcové, červeně značená, části tras č. 0410, 0411, 0422: Chvalkovice – Náchod.
- Cesta bratří Čapků, červeně značená, trasa č. 0403: Pomezní Boudy – Trutnov – Úpice.
- Cesta česko-polského přátelství (původně s názvem Cesta československo-polského přátelství), červeně značená, 28 km dlouhá trasa č. 0401: Tvarožník – Pomezní Boudy přes hřebeny Krkonoš. Vyznačena roku 1962.
- Cesta Františka Kavána, zeleně značená, součást vlastivědné stezky Krajem Chrudimky, trasa: Hlinsko – Vítanov – Králova Pila (Milesimov) – rozc. Pod Veselým Kopcem (Veselý Kopec) – Dřevíkov – Svobodné Hamry – rozc. Velká Kamenice-rybník – Trhová Kamenice. Poprvé otevřena dne 20. června 1937, dne 23. června 2007 obnovena.
- Cesta Jana Buchara, červeně značená, části tras č. 0431, 0402: Jilemnice – pramen Labe.
- Cesta Karla Havlíčka Borovského, červeně značená, 18 km dlouhá trasa: Hlinsko – Chlum – Krucemburk – rybník Řeka – Havlíčkova Borová – Žižkovo Pole – Přibyslav – řeka Sázava – Havlíčkův Brod.
- Cesta Karla Jaromíra Erbena, červeně značená, trasa č. 0427: Dvůr Králové nad Labem – Miletín – Stav.
- Cesta Karla Václava Raise, žlutě značená, části tras č. 7287 a 7292: Hořice – Lázně Bělohrad – Zvičina.
- Cesta Marušky Kudeříkové, červeně značená, 27 km dlouhá trasa č. 0516: Vnorovy – Vrbovce.
- Cesta partyzánského oddílu Olga, žlutě značená, 57,5 km dlouhá trasa č. 7530: Brankovice – Zdounky.
- Cinibulkova naučná stezka, žlutě vyznačený, 9 km dlouhý místní okruh č. 6093 v oblasti Mšena.
- Harrachova cesta, modře značená, 19 km dlouhá trasa č. 1801: Harrachov – Labský důl. Vybudována roku 1876.
- Hrádecký okruh, červené značený, 5,5 km dlouhý místní okruh č. 0378 kolem Hrádeckého dolu se zříceninou hradu Helfenburk u Úštěka.
- Jiráskova cesta, červeně značená, 160 km dlouhá, části tras č. 0404, 0410, 0413, 0444: Broumov – Hronov – Náchod – Peklo – Orlické hory – Litomyšl.
- Klostermannova cesta, modře značená, části tras č. 1224 a 1428: Volyně – Kašperské Hory.
- Máchova cesta, červeně značená, části tras č. 0004, 0345: Mělník – Kokořín – Houska – Doksy.
- Medvědí stezka, žlutě značená, 14 km dlouhá trasa č. 6375: Ovesná – Černý Kříž.
- Milevský vyhlídkový okruh, žlutě značená, 20 km dlouhá trasa č. 6382 v oblasti Milevska.
- Okruh Dušana Jurkoviče, červeně značený místní okruh v oblasti Luhačovic.
- Sukova cesta, žlutě značená, místní trasa: Křečovice – Suchdol – Luhy
- Svatopetrská cesta, červeně značená, část trasy č. 0136 vedené souběžně se Svatopetrskou naučnou stezkou v oblasti Prachatic
- Schwarzenberský kanál, modře značená trasa č. 1294, vedená souběžně s Naučnou stezkou Schwarzenberský plavební kanál (Rosenauerova nádrž – Pestřice/Sonnewald), po území Rakouska k rozcestníku Ježová-CZ/A s pojmenovanou trasou a dále opět územím České republiky podél plavebního kanálu k rozcestníku U Korandy (Přední Výtoň), kde trasa opouští vodní tok. Trasa podél plavebního kanálu: Stožec (rozc. Rosenaureova nádrž) – Zvonková (rozc. Pestřice/Sonnewald – CZ/A), dále po území Rakouska k turistickému přechodu Iglbach – Ježová (rozc. Ježová-CZ/A) – Přední Výtoň (rozc. U Korandy).
- Zlatá stezka je název pro systém starých obchodních cest, podle kterých byla na území Česka vybudována stejnojmenná naučná stezka kopírující její tři tzv. větve:
  - NS Zlatá stezka – Prachatická větev (též Dolní Zlatá stezka) se žlutě značenou trasou č. 6416 v oblasti Prachatic
  - Střední Zlatá stezka (též Vimperská) se žlutě značenou trasou č. 6316 v oblasti Vimperka
  - Horní Zlatá stezka (též Kašperskohorská) se zeleně značenou trasou č. 3407 v oblasti Kašperských Hor

a další.

### Slovensko
- Cesta hrdinů SNP, červeně značená, tzv. dálková trasa
- Chodník kpt. Miloše Uhra, modře značená, 11,5 km dlouhá trasa č. 2416: Lubina – Velká Javorina

## Ochrana značení

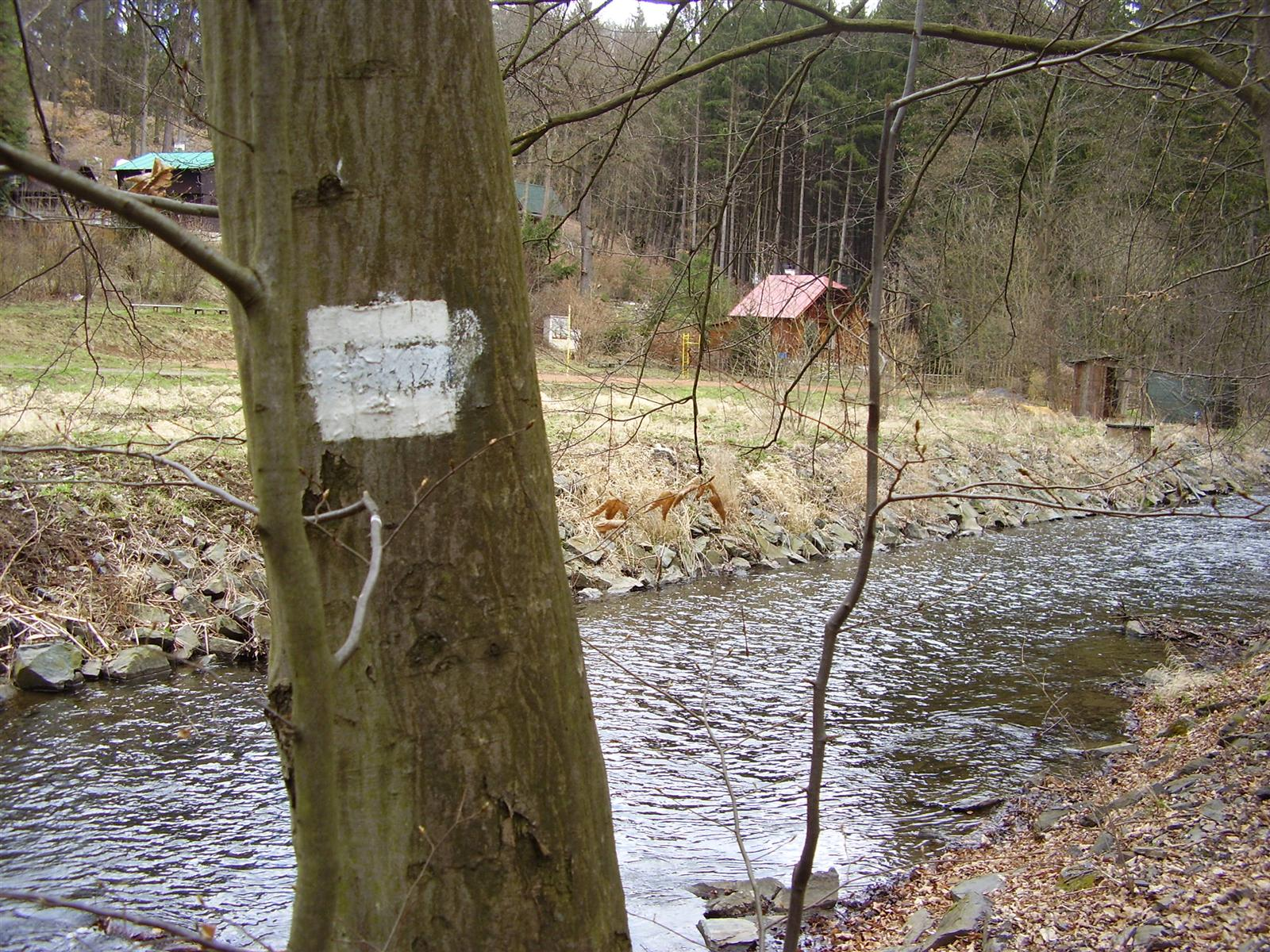
Úsek modře značené trasy č. 1032 v údolí Kocáby pod Masečínem byl zamalován a stal se předmětem jednání mezi KČT, městysem Štěchovice a majitelkou pozemku

Neoprávněné poškozování, odstraňování, zakrývání nebo pozměňování turistických značek je přestupkem proti veřejnému pořádku podle § 5 odst. 1 písm. h) zákona o některých přestupcích (č. 251/2016 Sb.).
Dne 9. 11. 2007 získal Klub českých turistů od úřadu pro harmonizaci ve vnitřním trhu EU v Alicante certifikát pro průmyslový vzor turistického značení. Všechny prvky turistického značení KČT tak podléhají ochraně na území všech států EU.
5. prosince 2016 předložila skupina 14 poslanců KDU-ČSL poslanecké sněmovně návrh zákona o turistických značených trasách. Návrh definuje turistickou značenou trasu vybavením turistickým informačním systémem podle ČSN 01 8025, zavádí absolutní monopol Klubu českých turistů a Horské služby o.p.s., stanoví zásady koncepce sítě značených turistických tras a místo na prováděcí předpis odkazuje na technickou normu, a snaží se upravovat postup KČT při spolupráci s obcemi, vlastníky pozemků, orgány ochrany přírody a Horskou službou, a používá pojmy „kvalifikovaný značkař“ a „značkařský průkaz“, s nimiž by měla být spojena zvláštní zákonná oprávnění, přičemž ovšem kvalifikační požadavky a podmínky vydávání průkazu ponechává na interní metodice spolku. Umisťování prvků turistického informačního systému návrh vyjímá z působnosti stavebně-právních předpisů. Povinnost vlastníka věci strpět umístění prvků turistického informačního systému návrh stanoví jako bezúplatnou služebnost ze zákona, zároveň zákon opravňuje značkaře ke vstupu na cizí pozemky a vjíždění motorovými vozidly do lesa. Návrh zavádí institut všeobecného užívání značených turistických tras, který duplikuje stávající právní instituty veřejné přístupnosti krajiny a obecného užívání lesa a pozemních komunikací. Návrh umožňuje KČT vybírat od jiných subjektů „úplatu“ za využívání turistických značených tras v uzavřených lokalitách (skalní města, rokliny) k výdělečné činnosti. Duplicitně k přestupkovému zákonu návrh stanoví sankci za neoprávněné zásahy do značení. O jakési předloze takového zákona informovala média už v polovině srpna 2016.

## Využití turistické značky v politické reklamě
Občanská demokratická strana (ODS) si zvolila modrou pásovou turistickou značku se šipkou doprava jako symbol své kampaně do parlamentních voleb 2006 se sloganem "po modré společně".
Proti tomu se však zvedla vlna odporu především dobrovolných značkařů, kteří svoji službu chápou jako čistě apolitickou, až politická strana od používání modré šipky upustila.[zdroj?]

#### Značení v krajích ČR
- KČT Jihočeského kraje – změny v síti TZT v kraji od roku 2004
- Turistické značení v Plzeňském kraji (metodika, změny od roku 2006 a chystané změny, kilometráž atd.)
- Síť turistických značených cest v Olomouckém kraji
- Značení v kraji Vysočina
- Jezdecké stezky Královéhradeckého kraje Archivováno 27. 9. 2007 na Wayback Machine.
- Jezdecké stezky východních Čech
- Jezdecké stezky v Jihočeském kraji
- Jezdecké stezky u Maříže (Maříž)

#### Značení v SR
- Klub slovenských turistov